# Französische Fußballnationalmannschaft der Frauen
Die französische Fußballnationalmannschaft der Frauen (französisch Équipe de France de football féminin oder nur Équipe de France féminine A) ist die repräsentative Auswahl französischer Fußballspielerinnen für internationale Spiele; sie wird in Anlehnung an die als Les Bleus bezeichnete Männernationalelf auch Les Bleues genannt. Ihr erstes offizielles Länderspiel bestritt sie am 17. April 1971 gegen die Niederlande; die Partie endete mit einem 4:0-Sieg der Französinnen und war das erste von der FIFA anerkannte Frauenländerspiel weltweit. Hingegen gelten die internationalen Begegnungen, die in den 1920er und 1930er Jahren ausgetragen wurden, heutzutage nicht mehr als offizielle Spiele.
Insbesondere ab den 1990er Jahren hat sich die französische Auswahl – parallel zum Aufschwung des Frauenfußballs im Land – für etliche Europameisterschaftsendrunden qualifiziert, erstmals 1984 und zuletzt achtmal in Folge (1997, 2001, 2005, 2009, 2013, 2017, 2022 und 2025). Dabei erreichte sie 2022 das Halbfinale. Ein Weltmeisterschafts-Endrundenturnier erreichten die Bleues zum ersten Mal 2003 und dann erneut 2011, als sie mit einem vierten Rang ihren bisher größten Erfolg einspielten und sich damit zudem erstmals für das olympische Fußballturnier 2012 qualifizierten. Ebenso qualifizierten sie sich für die WM 2015 und die Olympischen Spiele 2016. Bei der WM 2019 waren sie als Gastgeberinnen automatisch teilnahmeberechtigt, scheiterten aber erneut bereits im Viertelfinale. Auch bei der WM 2023 schied Frankreich im Viertelfinale aus. In der Nations League 2023/24 erreichte das Team zum ersten Mal das Endspiel eines großen offiziellen Wettbewerbs.
Bei mehreren internationalen Einladungsturnieren haben die Bleues auch schon den Sieg davongetragen, beginnend 2012 und 2014 beim Zypern-Cup, dazu den SheBelieves Cup 2017 in den USA sowie das heimische Tournoi de France 2020, 2022 und 2023.
Seit sie im März 2005 den fünften Platz in der FIFA-Weltrangliste erreichten, gehören die Französinnen zu den weltweit besten Frauennationalmannschaften. Im Dezember 2014 stießen sie darin erstmals auf den dritten Rang vor, knapp zehn Jahre später, im Sommer 2024, belegten sie sogar Platz zwei. Die öffentliche Wahrnehmung der Frauennationalmannschaft hat in Frankreich allerdings bis in die Gegenwart mit dieser sportlichen Aufwärtsentwicklung nicht Schritt gehalten.
Seit August 2024 trainiert Laurent Bonadei  das französische Team. Rekordnationalspielerin mit 200 Einsätzen und zugleich erfolgreichste Torschützin (94 Treffer) ist Eugénie Le Sommer.

## Geschichte

### Die inoffiziellen Länderspiele zwischen den Weltkriegen

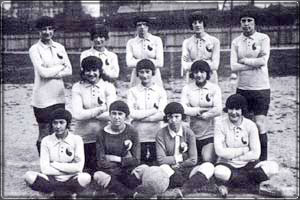
Französische Auswahl von 1920

Bereits seit Ende des Ersten Weltkriegs hatte es in Frankreich einen Frauenfußballbetrieb gegeben, der sich aufgrund der Ablehnung des „Männerverbandes“ FFF beziehungsweise seines Vorgängers, des Comité Français Interfédéral (CFI), eigene Organisationen und Strukturen gegeben hatte. Dazu hatten interessierte Sportlerinnen schon 1917 die Fédération des Sociétés Féminines Sportives de France (FSFSF) gegründet. Diese führte auch internationale Frauenspiele durch, deren erstes eine Auswahl dreier Pariser Vereine anlässlich einer England-Tournee im Mai 1920 gegen eine Firmenmannschaft, die Dick Kerr’s Ladies, mit 0:2 verlor. Ende Oktober traten englische Fußballerinnen zu einem Gegenbesuch an, bei dem die beiden Spiele im Pariser Stade Pershing und im nordfranzösischen Roubaix jeweils rund 10.000 Zuschauer anzogen. Bei den „Ersten Olympischen Frauenspielen“ (März 1921 in Monte-Carlo) wurde ein Fußballturnier angekündigt, zu dem Spielerinnen des Frauenvereins Fémina Sport Paris eigens angereist waren, aber nicht ausgetragen; ebenso wenig stand diese Sportart bei den ab 1922 von der Fédération Sportive Féminine Internationale veranstalteten Frauen-Weltspielen auf dem Programm.
Das erste echte Länderspiel jener „wilden Jahre“ gestalteten die Französinnen im Februar 1924 in Brüssel siegreich (2:1 gegen Belgien). Die Auswahl der nördlichen Nachbarinnen entwickelte sich zu Frankreichs häufigstem Gegner. Mit dem Niedergang des französischen Frauenfußballs Anfang der 1930er Jahre neigte sich die Frühgeschichte der Frauennationalelf dem Ende zu: im April 1932 trennte man sich, erneut in Brüssel, 0:0 von den Belgierinnen, gegen die Frankreich auch seine letzten Länderspiele 1933 und 1934 bestritt. Zu dieser Zeit beendete der Frauendachverband zudem seine fußballerische Zuständigkeit.
Obwohl FFF-Präsident Jules Rimet bei dem England-Spiel von 1920 selbst als Zuschauer im Stade Pershing weilte, erkennt der Verband die Begegnungen der Zwischenkriegszeit bis heute nicht offiziell an. Zumindest damals entsprach diese Einstellung der verbreiteten Ablehnung der Ausübung zahlreicher Sportarten durch Frauen, wobei sich die Protagonisten wahlweise auf deren angebliche körperliche Nichteignung, auf den Widerspruch zum tradierten Frauenbild oder auf die „Zurschaustellung“ vor einem überwiegend männlichen Publikum bezogen:

„Dass junge Mädchen untereinander Sport treiben, auf einem rigoros abgesperrten und für Zuschauer unzugänglichen Terrain: einverstanden. Aber dass sie sich dabei zur Schau stellen, […] dass sie es sogar wagen, auf einem Feld hinter einem Ball herzurennen, das nicht von dicken Mauern umgeben ist: das ist nicht zu tolerieren!“

### Legalisierung des Frauenfußballs und Anfangszeit bis Mitte der 1980er
| Jahr      | Turnier                     | Teilnahme Platzierung   |
| --------- | --------------------------- | ----------------------- |
| 1982–1984 | Europameisterschaft (Kader) | 1. Runde (Gruppenphase) |

Erst ab Mitte der 1960er Jahre war es in Frankreich wieder zu vom Verband nicht legalisierten, aber durchaus gut besuchten und medienträchtigen Frauenfußballspielen gekommen, und es organisierten sich – anfangs schwerpunktmäßig in Nordfrankreich und dem Elsass – bei bestehenden oder in neu gegründeten Vereinen feste Frauenteams. Als der Bundesrat der FFF (Conseil fédéral), der sich zu 100 Prozent aus Männern zusammensetzte, am 29. März 1970 beschloss, den Frauenfußball zu legalisieren, gab es im Land bereits knapp 2.200 Vereinsspielerinnen. Der Verband begründete seinen Schritt im Rückblick damit, dass „das kämpferische Engagement der Frauenfußballbefürworter die Vorstellungswelt des ‚starken Geschlechts‘ dahingehend beeinflusst [habe], dass diese Sportart auch auf andere als die bisher übliche Weise ausgeübt werden“ könne. Die Sporthistorikerin Laurence Prudhomme-Poncet hingegen bewertete die Motivation für diesen Schritt eher mit dem Interesse der Funktionäre, die Kontrolle über den gesamten Fußball im Land zu behalten. Sie hätten befürchtet, dass die Frauen, wie schon 1917, einen autonomen Verband gründeten – ein Schritt, der im französischen 15er-Rugby wenige Wochen zuvor bereits Realität geworden war. Die FFF installierte eine Frauenfußballkommission, deren erster Vorsitzender, der Reimser „Frauenfußballpionier“ Pierre Geoffroy, zugleich die Nationalelf zusammenstellte und trainierte. Im Juli und September 1970 kam es zu zwei Spielen einer französischen gegen eine italienische Auswahl, zu denen der Verband zwar seine Erlaubnis erteilt hatte, es aber ablehnte, dass die Französinnen im Namen der FFF antraten. Auch im Februar 1971 tat der Verband sich noch schwer mit dem Gedanken, eine echte Nationalfrauschaft zu bilden. Anlässlich der Einladung der Fédération Internationale et Européenne de Football Féminin (FIEFF), im August des Jahres in Mexiko an der heute nur als inoffiziell geltenden zweiten Frauenfußballweltmeisterschaft teilzunehmen – bei der ersten, 1970 in Italien ausgetragen, fehlte Frankreich –, empfahl der Bundesrat, dort solle eine Vereinself Frankreich vertreten. Einen Monat später erteilte er dann doch seine Zustimmung zur Bildung einer Auswahlmannschaft, und diese wurde nach Mexiko außer von Geoffroy auch von einem weiteren FFF-Funktionär und einem Liga-Schiedsrichter begleitet. Das Verbands-Mitteilungsblatt France Football Officiel veröffentlichte am 11. August sogar ein Foto der Reisegruppe. Wie schwer der Verband sich dabei tat, verdeutlicht ein Schreiben seines Generalsekretärs Michel Cagnion vom Februar 1971: „Angesichts der mehrfach zum Ausdruck gebrachten Reserviertheit der europäischen Fußballunion gegenüber Wettbewerben, die nicht ihrer Kontrolle unterliegen, erteilt die FFF ihre Erlaubnis, dass eine private [sic!] Mannschaft an der ersten Frauenweltmeisterschaft teilnimmt.“
Um sich für Mexiko zu qualifizieren, musste diese erste sélection française am 17. April 1971 gegen die Niederlande antreten, wobei die Französinnen sich mit 4:0 durchsetzten. Sélectionneur Pierre Geoffroy hatte dabei 15 Spielerinnen eingesetzt, von denen die meisten von Stade Reims kamen. Diese Begegnung ist seit 2011 das erste von der FIFA anerkannte Frauenländerspiel überhaupt. Vier Monate später reiste ein Aufgebot von 17 Spielerinnen nach Mexiko, das Geoffroy aus neun Frauen von Stade Reims, drei von anderen nordfranzösischen Klubs sowie je einer aus Rouen, Strasbourg, Mâcon, Caluire und Marseille gebildet hatte. Frankreich unterlag dort gegen Dänemark vor rund 30.000 Zuschauern mit 0:3 und gegen Italien mit 0:1, setzte sich aber im abschließenden Platzierungsspiel gegen England mit 3:2 durch und kehrte als Weltmeisterschafts-Fünfter zurück.
| Frankreichs Nationaltrainer/-innen                                                                  | Frankreichs Nationaltrainer/-innen | Frankreichs Nationaltrainer/-innen |
| Amtszeit                                                                                            | Sélectionneur                      | Bilanz Sp: G–U–V (Pkte. je Spiel)  |
| --------------------------------------------------------------------------------------------------- | ---------------------------------- | ---------------------------------- |
| 1970–1978                                                                                           | Pierre Geoffroy                    | 20:(a) 3–4–13 (0,65)               |
| 1978–1987                                                                                           | Francis Coché                      | 30: 8–8–14 (1,07)                  |
| 1987–1997                                                                                           | Aimé Mignot                        | 85: 38–18–29 (1,55)                |
| 1997–2006                                                                                           | Élisabeth Loisel                   | 110: 59–21–30 (1,80)               |
| 2007–2013                                                                                           | Bruno Bini                         | 99: 69–16–14 (2,25)                |
| 2013–2016                                                                                           | Philippe Bergeroo                  | 55: 42–5–8 (2,38)                  |
| 2016–2017                                                                                           | Olivier Echouafni                  | 15: 8–6–1 (2,00)                   |
| 2017–2023                                                                                           | Corinne Diacre                     | 72: 57–7–8 (2,47)                  |
| 2023–2024                                                                                           | Hervé Renard                       | 27: 18–3–6 (2,11)                  |
| 2024–                                                                                               | Laurent Bonadei                    | 16: 13–1–2 (2,50)                  |
| (a) einschließlich der 4 strittigen 1971er Spiele Punkte je Spiel berechnet nach der 3-Punkte-Regel |                                    |                                    |

Die FFF erkannte diese vier Spiele bis in das 21. Jahrhundert hinein nicht an, wenngleich sie sie in ihren Veröffentlichungen inzwischen häufiger erwähnte; für den Verband galt auch 2017 noch die Begegnung vom 28. November 1971 gegen Italien (Endstand 2:2) als erstes offizielles Länderspiel der Bleues. Dies änderte sich erst im unmittelbaren Vorfeld der in Frankreich ausgetragenen WM 2019, als die 1971er Partie gegen die Niederlande zur Geburtsstunde der Frauennationalelf erklärt wurde. Die Problematik des Umgangs mit der Anerkennung von frühen Länderspielen ist allerdings weder eine ausschließlich französische noch eine rein nationale; auch der europäische und der Weltverband taten sich lange schwer mit der Integration des Frauenfußballs, die anfangs nicht über seine „passive Duldung“ hinausging. Die UEFA beschloss erst im November 1971 eine „Übernahme von Kontrolle und Organisation durch die nationalen Mitgliedsverbände“ und erließ im April 1973 Rahmenrichtlinien dafür, während die FIFA erst ab 1987/88 den Frauenfußball finanziell zu fördern bereit war, nachdem sie ihn bis dahin „beinahe ignoriert“ hatte. Erst 1986, mit der Schaffung eines Frauenfußball-Ausschusses, begann sie gegen immer noch vorherrschende Widerstände im eigenen Haus, der nicht mehr aufzuhaltenden Realität zu folgen; an die planmäßige Aufarbeitung der frühen Geschichte des internationalen Frauenfußballs machte sie sich sogar erst im Vorfeld der Weltmeisterschaft 2011.
Für eine Standortbestimmung im internationalen Vergleich taugten Frankreichs Resultate des Jahres 1971 nicht. Platz fünf in Mexiko wurde in einem inoffiziellen Turnier – die FIFA richtete erst ab 1991 anerkannte Weltmeisterschaften aus – mit lediglich sechs teilnehmenden Nationen erreicht, und auch die ausgeglichene französische Bilanz konnte über einen langen Zeitraum nicht wiederholt werden. Die Nationalelf trug nur wenige Länderspiele aus – 1972 eins, 1973 und 1974 jeweils drei, 1975 zwei, 1976 eins, 1977 und 1978 wieder je drei –, und das sportliche Abschneiden war dabei negativ: elf Niederlagen und vier Unentschieden stand lediglich ein Sieg (1973 gegen Irland) gegenüber. Erst 1979 änderte sich dies, als Frankreich von seinen vier Spielen nur eines verlor, aber zwei gewann. Die 1980er Jahre begannen mit drei Niederlagen in fünf Begegnungen allerdings wieder so, wie die 1970er insgesamt verlaufen waren. Das öffentliche Interesse ließ schnell nach und der Frauenfußball besaß keine Lobby, genoss zudem keinerlei planmäßige Förderung durch den Verband; bis 1977 war ein einziges, dreitägiges Trainingslager mit 25 Spielerinnen abgehalten worden. Dies änderte sich erst unter Geoffroys Nachfolger Francis Coché, der alle zwei Jahre Lehrgänge für Nationalspielerinnen einführte, die aber gleichfalls noch keine nennenswerten Erfolge zeitigten. Dabei war Coché keineswegs ein uneingeschränkter Befürworter des Frauenfußballs; vielmehr hatte er sich noch Ende der 1970er erhofft, dass „die Mädchen, die diesen Sport betreiben, später als Ehefrauen und Mütter die Fußballbegeisterung ihrer Söhne [sic!] verständnisvoll fördern“. Andererseits erkannte der „sehr autoritäre, strenge und fordernde Trainer“ frühzeitig, dass es schon in den Klubs einer besseren körperlichen und taktischen Schulung als bis dahin üblich bedurfte.
Von 1980 bis einschließlich 1986 verloren die Bleues im Mittel jedes zweite Spiel (6 Siege, 7 Remis, 13 Niederlagen). Beim ersten Turnier um die Europameisterschaft, die sich von 1982 bis 1984 hinzog, waren sie bereits in der ersten Runde ausgeschieden. In Frankreich besaßen in dieser Zeit auch erst rund 2.500 Fußballerinnen einen Spielerpass. Zu dieser Stagnation der Frauennationalelf trugen zudem mangelnde Strukturen im Vereinsfußball bei. Zwar führte die FFF mit der Saison 1974/75 eine jährliche Meisterschaftsendrunde ein, die bis 1982 von Stade Reims und der AS Étrœungt und ab dann von VGA Saint-Maur und ASJ Soyaux dominiert wurde; aber eine einheitliche, landesweite Liga, in der die Spielerinnen viel regelmäßiger als nur anlässlich einer Handvoll Endrundenspiele gefordert worden wären, wurde erst 1992 geschaffen. Dies hatte bereits in den 1970ern zur Folge gehabt, dass ein gutes halbes Dutzend Französinnen – darunter Internationale wie Nicole Mangas, Nadine Juillard oder Ghislaine Royer-Souef – bei einem der Klubs aus der italienischen Liga anheuerten, wo sie außerdem für ihr sportliches Engagement bezahlt wurden. Angesichts der geringen Frequenz internationaler Begegnungen dauerte es zudem lange, bis eine Nationalspielerin die Zahl von 20 Länderspielen erreichen konnte. Dies gelang im November 1980 – unter Einbeziehung des Niederlande-Spiels von 1971 – als erster der Torfrau Marie-Louise Butzig aus Reims, gefolgt von den Feldspielerinnen Michèle Wolf (FC Lyon, Mai 1981), die 1984 als erste Französin auch noch die 30er-Marke überschritt und für den Journalisten Pascal Grégoire-Boutreau der „erste Star der 1970er Jahre“ war, sowie Sylvie Bailly aus Soyaux (Februar 1983).
In diese Zeit fällt zudem ein symbolträchtiges Ereignis innerhalb der FFF: 1985 wurde mit Marilou Duringer erstmals eine Frau in den Bundesrat des Fußballverbandes gewählt. Sie hatte seit 1965 im elsässischen Schwindratzheim Fußball gespielt, war eine der ersten Französinnen mit einer offiziellen Spielerinnenlizenz und arbeitete danach über Jahrzehnte als ehrenamtliche Funktionärin beim FC Vendenheim. Gleich nach ihrer Wahl wurde sie zur Delegationsleiterin der Nationalfrauschaft ernannt, und diese Funktion hatte sie auch bei der Weltmeisterschaft 2011 noch inne.

### Die „Ära Mignot“ (1987–1997)
| Jahr | Turnier                                              | Teilnahme Platzierung |
| ---- | ---------------------------------------------------- | --------------------- |
| 1987 | Europameisterschaft in Norwegen                      | nicht qualif.         |
| 1989 | Europameisterschaft in Deutschland                   | nicht qualif.         |
| 1991 | Europameisterschaft in Dänemark                      | nicht qualif.         |
| 1991 | Weltmeisterschaft in China                           | nicht qualif.         |
| 1993 | Europameisterschaft in Italien                       | nicht qualif.         |
| 1995 | Europameisterschaft                                  | nicht qualif.         |
| 1995 | Weltmeisterschaft in Schweden                        | nicht qualif.         |
| 1996 | Olympische Spiele in Atlanta                         | nicht qualif.         |
| 1997 | Europameisterschaft in Norwegen und Schweden (Kader) | Gruppenspiele         |

1987 ernannte die FFF mit Aimé Mignot erstmals einen Nationaltrainer, der zuvor als Spieler und Trainer Erfolge im Profispielbetrieb der Männer vorzuweisen hatte. Diese Tatsache empfand manche gestandene Nationalspielerin wie Bernadette Constantin als ein „Zeichen der gestiegenen Anerkennung“; außerdem veränderten sich die Trainingsmethoden grundlegend:

„Unter Aimé war es endlich richtiger Fußball; wir begannen, etwas über Taktik und Technik zu lernen. Das stellte eine wirkliche Revolution in der Geschichte der équipe de France dar.“

Waren bis dahin nie mehr als fünf Länderspiele pro Jahr ausgetragen worden, sorgte Mignot gleich zu Beginn seiner Amtszeit dafür, diese Zahl zu steigern. Damit verfolgte er das Ziel, den Spielerinnen mehr internationale Praxis zu ermöglichen und durch mehr gemeinsame Trainingslehrgänge unmittelbar vor den Begegnungen Abstimmung, Spielverständnis und taktisches Verhalten zu verbessern. Nachdem die Bleues sich im Vorfeld nicht für die Europameisterschaft hatten qualifizieren können, schlossen sie das Jahr dennoch mit fünf Siegen in sechs Spielen positiv ab. 1988 bestritten Frankreichs Frauen zum ersten Mal eine zweistellige Zahl von Länderspielen; allerdings fielen ihre jährlichen Bilanzen bis einschließlich 1991 wieder negativ aus, so dass sie weder bei den Endrundenturnieren der folgenden Europameisterschaften noch bei der ersten offiziellen Weltmeisterschaft in China vertreten waren.
Ab 1992 begannen Mignots Maßnahmen Früchte zu tragen, wozu in den folgenden Jahren langsam auch die Konzentration der Kräfte im Vereinsfußball dank der Einführung einer landesweiten ersten Liga beitrug. Zwar verpassten die Französinnen bis 1996 weiterhin die Qualifikation zu sämtlichen großen Turnieren von UEFA und FIFA, und das erste olympische Frauenfußballturnier fand 1996 ebenfalls ohne sie statt. Aber die Nationalelf wuchs in der Ära Mignot nicht nur aufgrund der quantitativ größeren Erfahrung besser zusammen, sondern sie setzte sich auch zunehmend mit international besonders starken Gegnerinnen auseinander. So kam es in dieser Zeit vor allem zu Länderspieldebüts gegen die USA, auf die die Bleues bis 1997 gleich elfmal trafen, Deutschland (vier Spiele) und China (zwei Partien). Und selbst wenn Frankreich gegen diese zunächst meist das Nachsehen hatte, wirkte sich die wachsende Erfahrung doch zählbar aus; in allen fünf Jahren war die Länderspielbilanz positiv, und für die acht Teilnehmerinnen umfassende Europameisterschaftsendrunde 1997 in Norwegen und Schweden qualifizierte sich die Nationalfrauschaft ebenfalls. Dort verhinderte sogar nur das schlechtere Torverhältnis gegenüber Spanien, dass Frankreich in die Runde der vier Besten einzog. Im unmittelbaren Vorfeld dieser EM durften die Frauen auch das nationale Trainingszentrum in Clairefontaine nutzen – ein Privileg, das bis dahin nur männlichen Fußballern vorbehalten war.
Als Aimé Mignot im Herbst 1997 seine Tätigkeit als Nationaltrainer beendete, konnte er auf eine durchaus erfolgreiche Bilanz verweisen: In 85 Länderspielen unter seiner Verantwortung hatten die französischen Frauen 38 Siege eingefahren, 18-mal unentschieden gespielt und 29 Niederlagen hinnehmen müssen. In seine Amtszeit fielen auch die Nationalelfdebüts von Frankreichs Rekordspielerin Sandrine Soubeyrand und der bis weit ins 21. Jahrhundert erfolgreichsten Torschützin der Bleues, Marinette Pichon. Zu den tragenden Säulen in der „Ära Mignot“ zählten Bernadette Constantin, Hélène Hillion-Guillemin, Françoise Jézéquel, Isabelle Musset, Sandrine Roux und Sophie Ryckeboer-Charrier.
Zudem verstetigte der Fußballverband im Verlauf der späteren 1990er Jahre die perspektivisch wesentliche Nachwuchsarbeit mit den A- und B-Mädchen-Nationalteams (heutzutage als U-19 beziehungsweise U-17 bezeichnet) und schuf mit der sogenannten U-21 auch eine Auswahl, mit der junge erwachsene Spielerinnen an die Bleues herangeführt werden sollen. Die U-17 stand 1996 erstmals in einem Endspiel der (noch nicht offiziellen) Jahrgangs-Europameisterschaften, der U-19 gelang dies zwei Jahre später. Langfristig positive Effekte erhofft die FFF sich von den im Rahmen des Deutsch-Französischen Jugendwerks regelmäßig abgehaltenen, gemeinsamen Trainingslagern ihrer U-16-Mädchen mit deren deutschen Altersgenossinnen.

### Nachhaltiger Aufschwung unter der ersten Trainerin
| Jahr | Turnier                                    | Teilnahme Platzierung |
| ---- | ------------------------------------------ | --------------------- |
| 1999 | Weltmeisterschaft in den USA               | nicht qualif.         |
| 2000 | Olympische Spiele in Sydney                | nicht qualif.         |
| 2001 | Europameisterschaft in Deutschland (Kader) | Gruppenspiele         |
| 2003 | Weltmeisterschaft in den USA (Kader)       | Gruppenspiele         |
| 2004 | Olympische Spiele in Athen                 | nicht qualif.         |
| 2005 | Europameisterschaft in England (Kader)     | Gruppenspiele         |

Nach der Europameisterschaft 1997 löste Élisabeth Loisel, zuvor als Spielerin und Vereinstrainerin sehr erfolgreich und seit 1989 Trainerassistentin der Bleues, Mignot ab. Sie setzte 1998, insbesondere mithilfe der aktiven Unterstützung durch den neuen Vorsitzenden der Direction Technique Nationale, den Männer-„Weltmeistermacher“ Aimé Jacquet, durch, dass auch die Frauen- und Mädchennationalmannschaften die Möglichkeiten der französischen „Kaderschmiede“ Centre technique national Fernand-Sastre in Clairefontaine systematisch nutzen konnten. Denn ihrer Überzeugung nach müsse man im Sport zwar die „psychische und physiologische Andersartigkeit berücksichtigen, aber in technischer und taktischer Hinsicht gibt es beim Training keinen Unterschied zwischen Frauen und Männern“. Des Weiteren forderte Loisel schon um die Jahrtausendwende eine Professionalisierung im Vereinsfußball, deren Umsetzung aber an der „etwas ängstlichen Verbandspolitik“ scheiterte, sowie eine mädchen- und frauenspezifische Trainerausbildung in Clairefontaine. Zudem ermutigte sie Nationalspielerinnen zu einem Vereinswechsel in die starken ausländischen Ligen, den beispielsweise Marinette Pichon und Stéphanie Mugneret-Béghé (beide gingen in die US-amerikanische Profiliga) oder Élodie Woock (in die deutsche Bundesliga) dann vollzogen.
2001 führte Loisel die Bleues erneut zu einer Europa- und 2003 erstmals zu einer Weltmeisterschafts-Endrunde, und auch wenn Frankreich bei beiden Turnieren erneut nicht über die Gruppenspiele hinauskam, ist mit ihrer Amtsführung der Aufstieg der Französinnen in die Weltspitze untrennbar verbunden. Als die FIFA 2003 eine Weltrangliste für Frauennationalmannschaften einführte, rangierte die französische Elf zunächst auf Platz neun und war damit hinter Norwegen, Deutschland, Schweden und Dänemark die fünftbeste in Europa. 2005 – in diesem Jahr hatte Frankreich sich wiederum für die Europameisterschaftsendrunde qualifiziert, in der es, wie schon 1997, nur aufgrund des schlechteren Torverhältnisses nach den Gruppenspielen ausschied – kletterte sie auf den fünften Rang und hatte innerhalb der UEFA nur noch die Deutschen und die Norwegerinnen vor sich, ehe sie am Ende von Loisels Amtszeit weltweit auf den siebten Platz zurückfiel.

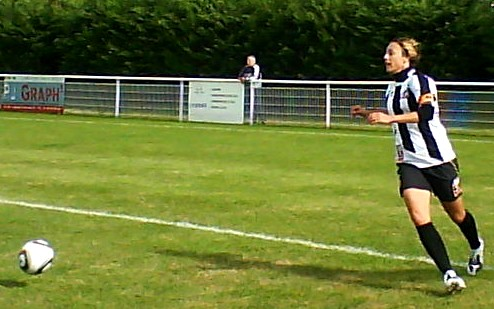
Sandrine Soubeyrand

Die Trainerin setzte den von Aimé Mignot begonnenen Weg konsequent fort und erhöhte die jährliche Anzahl von Lehrgängen und Länderspielen weiter; in den sechs Jahren von 2001 bis 2006 bestritt die Nationalelf im Mittel 13 Begegnungen. Dies führte dazu, dass während Loisels Tätigkeit fünf Frauen Aufnahme in den internationalen „100er-Klub“ fanden: Corinne Diacre, Marinette Pichon, Stéphanie Mugneret-Béghé, Hoda Lattaf und Sandrine Soubeyrand. Außerdem wirkte sich der verbesserte „Unterbau“ und die intensivierte Zusammenarbeit mit den für die Jugendnationalmannschaften zuständigen Kollegen positiv aus, indem Élisabeth Loisel zahlreiche Nachwuchsspielerinnen aus der besonders spielstarken U-18/U-19 (Jahrgangs-Europameister 2003 sowie jeweils Vize-Europameister 2002, 2005 und 2006) zu A-Nationalspielerinnen machte. Mit Australien, Brasilien, Südkorea und, neben anderen, Österreich erweiterte sich zudem der Kreis gegnerischer Frauennationalmannschaften.
Unter Loisel gelang Frankreich auch der erste Sieg gegen die deutschen Frauen (2003), außerdem der bis in die Gegenwart höchste Erfolg seiner Länderspielgeschichte (14:0 gegen Algerien, 1998). Am Ende ihrer neun Jahre an der Spitze der Bleues wiesen die Französinnen eine bis dahin unerreichte Bilanz von 59 Siegen und 21 Unentschieden bei nur 30 Niederlagen auf.

### 2007 bis 2013: Konsolidierung an der Weltspitze
| Jahr | Turnier                                  | Teilnahme Platzierung |
| ---- | ---------------------------------------- | --------------------- |
| 2007 | Weltmeisterschaft in China               | nicht qualif.         |
| 2008 | Olympische Spiele in Peking              | nicht qualif.         |
| 2009 | Europameisterschaft in Finnland (Kader)  | Viertelfinale         |
| 2011 | Weltmeisterschaft in Deutschland (Kader) | Vierter               |
| 2012 | Olympische Spiele in London (Kader)      | Vierter               |
| 2013 | Europameisterschaft in Schweden (Kader)  | Viertelfinale         |

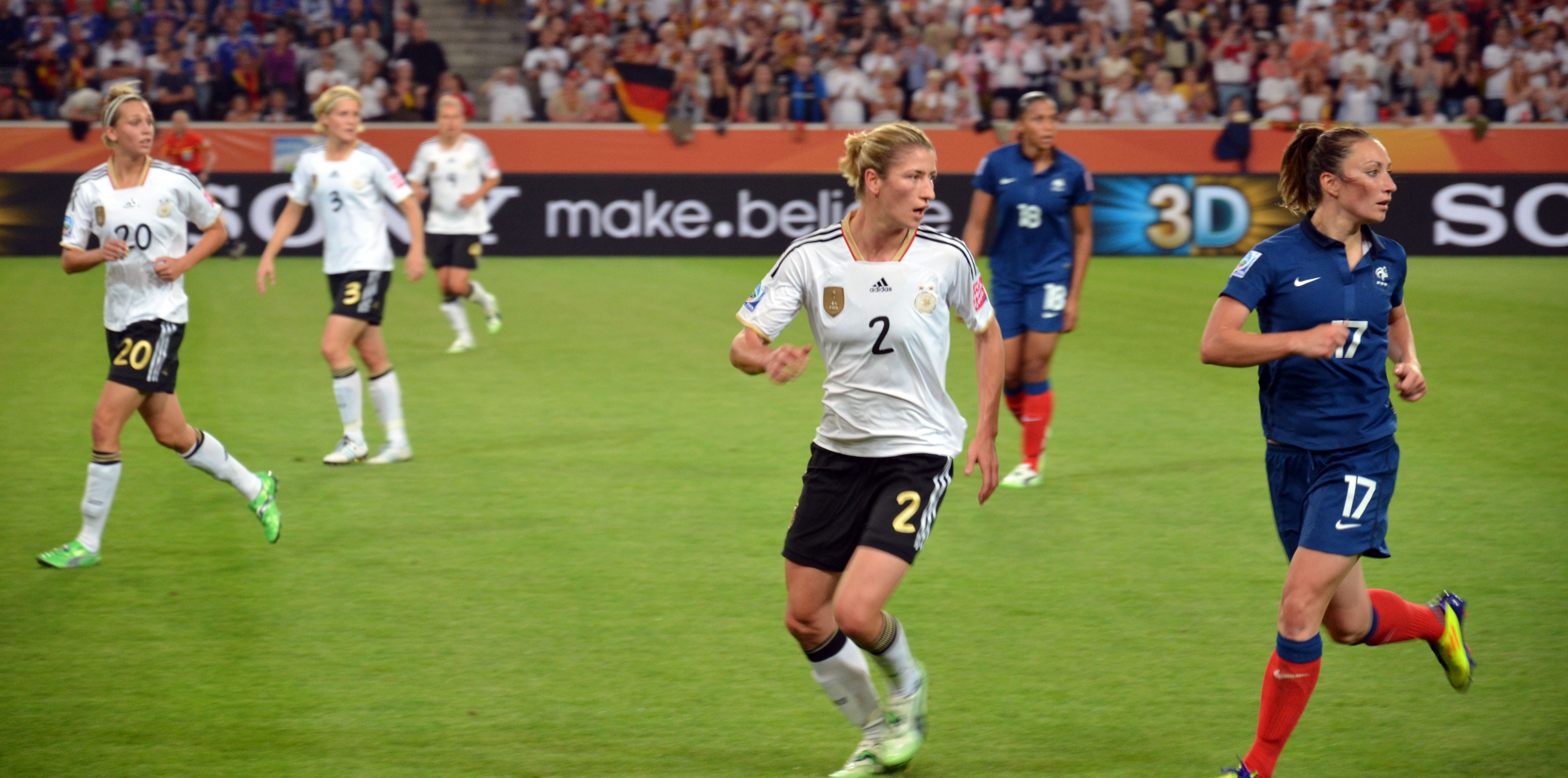
Thiney (rechts) und Delie (hinten) beim WM-Gruppenspiel 2011 gegen Deutschland

Wie unter seiner Vorgängerin war die französische Nationalelf auch unter dem Anfang 2007 zum Trainer berufenen Bruno Bini bei den ersten beiden großen Turnieren nur Zuschauer. 2009 allerdings qualifizierte sie sich für die Europameisterschaft und überstand dabei nicht nur zum ersten Mal in ihrer Länderspielgeschichte die Gruppenspiele, sondern scheiterte im Viertelfinalspiel gegen die Niederlande denkbar knapp, weil im entscheidenden Elfmeterschießen zwei Französinnen lediglich den Torpfosten getroffen hatten. Es folgte ein Jahr, in dem die Französinnen von ihren elf Länderspielen zehn gewannen und einmal unentschieden spielten, wodurch sie sich souverän für die Weltmeisterschaft 2011 qualifizierten – ohne Punktverlust, mit 50:0 Toren – und in deren Vorfeld sogar zum erweiterten Favoritenkreis gerechnet wurden. Diese WM schlossen die Bleues als Vierter ab, und auch wenn es gegen Deutschland, die USA sowie – im Spiel um den dritten Platz – Schweden Niederlagen gegeben hatte, hatte ihr Auftreten insbesondere „in Frankreich etwas für den Frauenfußball bewegt“. Außerdem bedeutete dieses Abschneiden, dass die Französinnen sich als eines von nur zwei europäischen Teams einen Platz im Teilnehmerfeld des olympischen Fußballturniers 2012 sichern konnten, das sie gleichfalls als Vierte abschlossen.

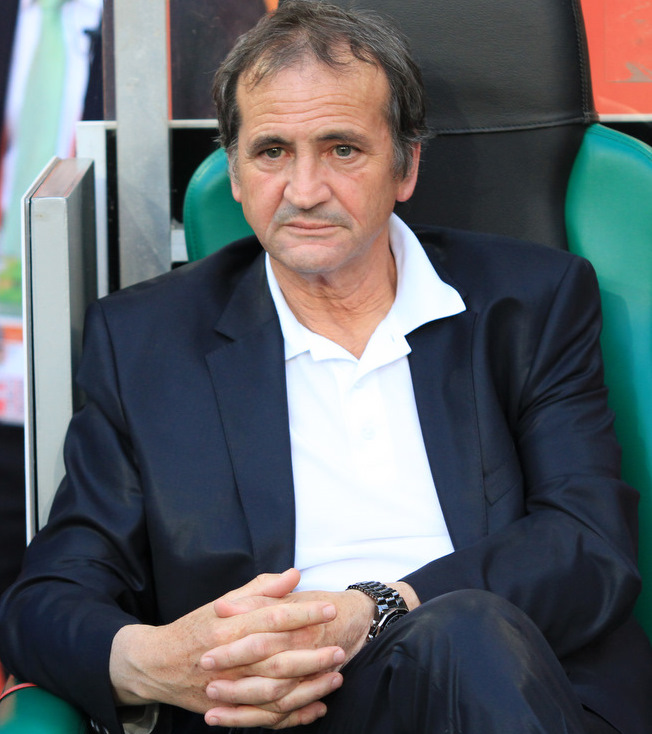
Bruno Bini (2011)

Mehr noch als bei Élisabeth Loisel stand für Bini der Teamgedanke an vorderster Stelle, wie er 2011 anlässlich der Bekanntgabe des französischen WM-Aufgebots pointiert formulierte: „Das sind nicht die 21 besten Spielerinnen Frankreichs, aber die besten, die als Gruppe im Wettbewerb weit kommen können“. Zu Hilfe kam ihm dabei die Möglichkeit zur „Blockbildung“, weil in der französischen Liga die Konzentration auf nur noch vier Spitzenvereine – und unter diesen vorrangig auf den Champions-League-Sieger von 2011 und 2012, Olympique Lyon – vorangeschritten war. Von den 14 Frauen, die in der Saison 2012/13 den Kern der Mannschaft bildeten (siehe Abbildung rechts), spielten lediglich fünf nicht bei Lyon, nämlich Soubeyrand, Thiney (beide aus Juvisy), Boulleau (Paris Saint-Germain), Delie und Meilleroux (Montpellier).

Sonia Bompastor

Bini, der die ehemalige Nationalspielerin Corinne Diacre als Co-Trainerin in seinen Stab geholt hatte, hat das Kombinationsspiel verbessert und die Offensivstärke erhöht. Die taktische Formation entsprach schließlich eher einem 4-3-3- als einem 4-5-1-System. Dabei vertraute er weiter auf viele derjenigen Spielerinnen, die sich schon unter seiner Vorgängerin zu Stützen der Nationalelf entwickelt hatten; so überquerten mit Sonia Bompastor, Laura Georges, Élise Bussaglia, Camille Abily und Louisa Nécib fünf weitere Französinnen die Marke von 100 Länderspielen. Zudem verhalf der zuvor mit der französischen U-18/U-19-Auswahl sehr erfolgreiche Trainer (Juniorinnen-Europameister 2003) aber auch zahlreichen jungen Fußballerinnen zu ihrem Debüt, darunter vier U-19-Europameisterinnen von 2010. Eine Premiere anderer Art gab es im Dezember 2011, als die Französinnen zwei „Heimspiele“ in ihren karibischen Übersee-Départements Guadeloupe beziehungsweise Martinique austrugen. Im Januar 2012 wurde Bruno Bini im Rahmen der FIFA-Ballon-d’Or-Gala als weltweit drittbester Frauentrainer des Jahres 2011 ausgezeichnet. Allerdings schied Frankreich bei der Europameisterschaft 2013, nach verlustpunktfrei überstandener Vorrunde von zahlreichen Medien zum Titelaspiranten erklärt, erneut bereits im Viertelfinale aus. Anschließend formulierte Le Monde angesichts der Tatsache, dass die Französinnen zum vierten Mal in Folge seit 2009 bei einem Kontinentalturnier einen Podiumsplatz verpasst hatten, sie seien „erneut in einem entscheidenden Moment gescheitert“, was den Trainer – „dessen Anteil an der Entwicklung des französischen Frauenfußballs unbestreitbar“ sei – nach diesem „relativ schlechten Abschneiden“ vor die Frage nach seiner eigenen Zukunft stellen müsse.
In insgesamt 99 Begegnungen unter Bruno Bini verzeichnete die französische Bilanz 69 Siege, 16 Unentschieden und 14 Niederlagen; die Französinnen rückten in der Weltrangliste zwischenzeitlich wieder auf Platz Fünf vor und waren damit Europas zweitbeste Frauschaft. Dennoch beendete das Exekutivkomitee der FFF am 30. Juli 2013 einseitig Binis bis 2015 laufenden Vertrag.

### 2013–2017: Bruno Binis schweres Erbe
| Jahr | Turnier                                         | Teilnahme Platzierung |
| ---- | ----------------------------------------------- | --------------------- |
| 2015 | Weltmeisterschaft in Kanada (Kader)             | Viertelfinale         |
| 2016 | Olympische Spiele in Rio de Janeiro (Kader)     | Viertelfinale         |
| 2017 | Europameisterschaft in den Niederlanden (Kader) | Viertelfinale         |

Die Ernennung von Philippe Bergeroo als Bini-Nachfolger hatte die Medien überrascht, die eher jemanden favorisierten, der bereits über praktische Erfahrungen mit dem Frauenfußball verfügte – wie Binis Assistentin Corinne Diacre, den U-17-Frauen-Nationaltrainer Guy Ferrier, den ehemaligen U-21-Coach Gérard Prêcheur oder den Erfolgstrainer der Olympique-Lyon-Frauen, Patrice Lair. Bergeroos erste große Aufgabe bestand darin, die Bleues für die WM-Endrunde 2015 in Kanada zu qualifizieren. Dafür sicherte er sich zunächst die Dienste von Frankreichs seinerzeitiger Rekordtorfrau Sandrine Roux, die sich in seinem Stab um das Training der Torhüterinnen kümmerte. Erfolgreiche Nachwuchsspielerinnen standen gleichfalls bereit: Die französische U-19-Frauschaft gewann im August 2013 den Europameistertitel in ihrer Altersgruppe. Um neue Spielerinnen an die A-Elf heranzuführen, hatte der Trainer eine B-Mannschaft (des öfteren auch als U-23 bezeichnet) eingerichtet, die mehrmals im Jahr gegen A-Teams „aus der zweiten europäischen Reihe“ antritt, seit 2016 am Istrien-Cup teilnimmt und bis 2020 von Jean-François Niemezcki trainiert wurde, der zudem 2015 die französische Studentinnennationalauswahl zum Gewinn der Goldmedaille bei der Universiade geführt hatte.

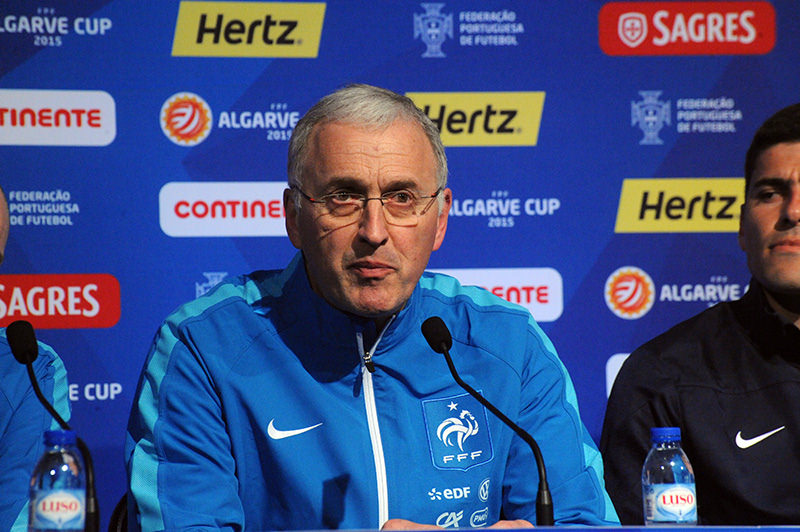
Philippe Bergeroo (2015)

Bergeroos erste A-Kader im Herbst 2013 stützten sich allerdings ganz überwiegend auf Fußballerinnen, die auch schon unter Bruno Bini zum „inneren Kreis“ gezählt hatten; dabei setzt er in der Abwehrreihe, anders als sein Vorgänger, auf eine „Pariser Achse“ (Houara, Delannoy, Georges, Boulleau), zu der als einzige Lyonerin Renard hinzukam. Mit Marine Dafeur, Griedge Mbock Bathy und Sandie Toletti berief der Trainer zudem drei 18-Jährige sowie mit Kenza Dali, Inès Jaurena und Amel Majri weitere Neulinge. In Nachfolge der zurückgetretenen Sandrine Soubeyrand hat Bergeroo Wendie Renard zur neuen Spielführerin der Bleues bestimmt. Élodie Thomis kam im Februar, Gaëtane Thiney im März 2014, Eugénie Le Sommer im März 2015, Sarah Bouhaddi im Januar und Marie-Laure Delie im März 2016 zu ihrem 100. Länderspiel.
Einen ersten Erfolg errangen die Französinnen im Frühjahr 2014 mit dem Gewinn des Zypern-Cups. Die erste Niederlage unter dem neuen Coach musste Frankreich im Juni 2014 bei dessen 16. Begegnung hinnehmen. Dennoch war seine Bilanz der 17 Saisonspiele – darunter Top-Gegnerinnen wie die USA, Brasilien und Schweden – mit 13 Siegen und nur einer Niederlage sehr erfolgreich. Auch die WM-Qualifikation meisterten seine Frauen mit Bravour; sie setzten sich in der Europa-Gruppe 7 ohne Punktverlust bei einem Torverhältnis von 54:3 durch. Darunter war ein 10:0-Sieg in Bulgarien, der zweithöchste Auswärtserfolg in Frankreichs Länderspielgeschichte, dem sie fünf Tage darauf im Rückspiel ein 14:0 folgen ließen. Mit diesem erst vierten zweistelligen Sieg – der dritte in einem Pflichtspiel – reihte Philippe Bergeroo sich auf einer Höhe mit Élisabeth Loisel (14:0-Heimsieg 1998 gegen Algerien) und Bruno Bini (12:0 in Estland 2009) ein. Mittlerweile ist unter Corinne Diacre im Herbst 2020 noch ein 11:0 vor eigenem Publikum gegen Nordmazedonien dazugekommen, auch dies ein Pflichtspiel.
| Bouhaddi Houara Georges Renard Boulleau Henry Abily Nécib Thomis (Thiney) Le Sommer Delie Die WM-Elf 2015 |

Auf die WM-Endrunde in Kanada hatten die Bleues sich ab Oktober 2014 gezielt durch Testspiele gegen besonders starke Gegner vorbereitet, wobei sie diese allesamt bezwangen: Deutschland auswärts, Brasilien, die USA und Kanada vor heimischem Publikum, den amtierenden Weltmeister Japan beim Algarve-Cup 2015, in dem Frankreich den zweiten Platz belegte. In der FIFA-Weltrangliste haben sich die Bleues unter Bergeroo im Laufe des Jahres 2014 bis auf den dritten Rang vorgearbeitet, den sie auch während der WM innehatten. Als Ziel für Kanada gab die FFF denn auch das Erreichen eines Podiumsplatzes aus. Aber obwohl die Französinnen – abgesehen von einer Niederlage gegen Kolumbien in den Gruppenspielen – Fachmedien und Gegner zu überzeugen wussten, schieden sie im Viertelfinale nach Elfmeterschießen gegen ihre deutschen Kontrahentinnen aus. Diese Begegnung war zugleich die 49. in Folge ohne Niederlage gegen ein europäisches Team (42 Siege und sieben Unentschieden, letzte Niederlage beim Spiel um den dritten Platz bei der WM 2011 gegen Schweden). Zudem hatten sie sich durch ihr Abschneiden als einer von drei UEFA-Vertretern für die Olympischen Spiele 2016 in Rio de Janeiro qualifiziert. Gleich nach der Rückkehr aus Kanada verlängerte die FFF Bergeroos Vertrag bis zum Sommer 2017.
Im Heimmatch gegen Griechenland im Juni 2016, einer bedeutungslos gewordenen EM-Qualifikationspartie – Frankreichs Endrundenteilnahme war bereits gesichert –, gewannen die Französinnen das 40. EM-/WM-Qualifikationsspiel in ununterbrochener Folge; ihr letzter Punktverlust in dieser Art von Pflichtspielen datiert auf den Juni 2007 (0:1-Niederlage auf Island anlässlich der Qualifikation für die EM 2009).
Bergeroo hatte bereits seit 2015 auch die „Heim“-Weltmeisterschaft 2019 fest im Blick gehabt, wenn der größte Teil des gegenwärtigen Spielerstammes die 30 deutlich überschritten haben wird, und führte immer wieder talentierten Nachwuchs an die erste Elf der Bleues heran, so zuletzt Amandine Guérin, Clarisse Le Bihan, Valérie Gauvin oder Marie-Charlotte Léger. Prominenteste Leidtragende dieser Maßnahme war Gaëtane Thiney, die schon während der 2015er WM nicht mehr in allen Partien zur Startformation zählte und 2015/16 keinerlei Berücksichtigung mehr fand. Unmittelbar nach dem olympischen Turnier 2016 hatte außerdem Spielmacherin Louisa Nécib aus persönlichen Gründen ihre Karriere beendet.
Bei den Olympischen Spielen in Brasilien traf Frankreich in der Gruppenphase auf Kolumbien, die USA und Neuseeland. Kolumbien war bereits bei der Olympiade 2012 (sowie bei der WM-Endrunde 2015) Gruppengegner gewesen, und auch mit den Neuseeländerinnen haben die Bleues sich schon dreimal gemessen. Zur Vorbereitung auf dieses Turnier besiegten die Bleues China, dessen Trainer Bergeroos Vorgänger Bini ist, sowie Kanada, das sich vier Jahre zuvor im Spiel um Platz drei gegen Frankreich durchgesetzt hatte; gegen Letztere mussten die Französinnen in diesem olympischen Viertelfinale erneut antreten, und erneut durchkreuzten die Nordamerikanerinnen die französischen Hoffnungen auf einen Medaillengewinn.

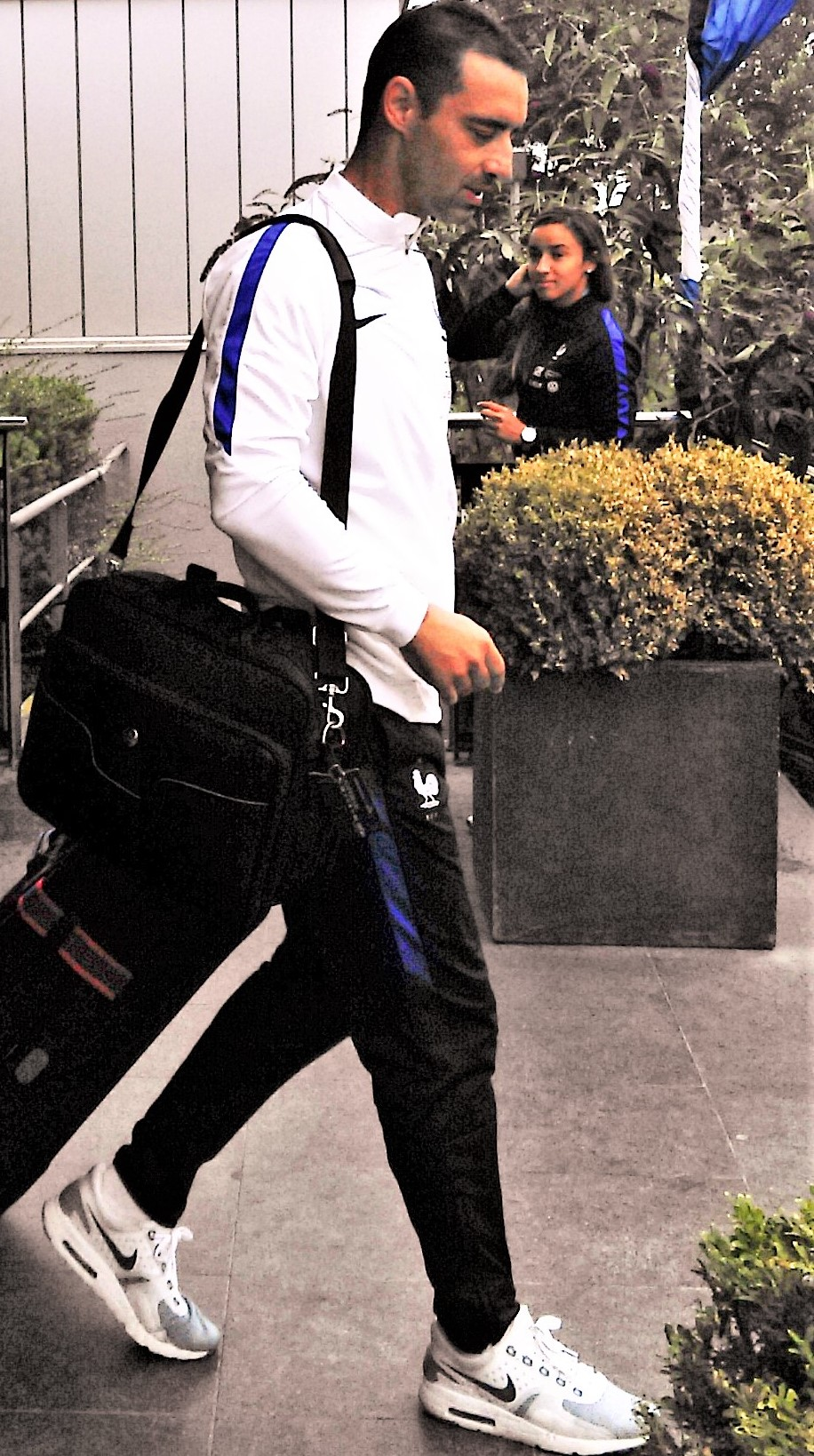
Olivier Echouafni (Juli 2017)

Für das wiederum frühzeitige Scheitern bei diesem Turnier machte Bergeroo anschließend „mentale Probleme bei den Spielerinnen“ verantwortlich. Und obwohl er bis dato der Nationaltrainer war, unter dessen Führung die Französinnen den besten Punktedurchschnitt pro Spiel erzielt haben, löste die Verbandsspitze wenige Wochen später den Vertrag mit Bergeroo auf. Nachdem Corinne Diacre abgesagt hatte, weil sie ihren Verein nicht mitten in der Saison verlassen wollte, bestimmte die FFF als seinen Nachfolger Olivier Echouafni, einen Mittvierziger, der bis dahin lediglich zwei Vereinsmannschaften (SC Amiens, FC Sochaux) im Männerbereich trainiert hatte. Er reaktivierte in seinen ersten Aufgeboten unter anderem Gaëtane Thiney, Camille Catala und Julie Soyer und lud zudem mehrere neue, junge Spielerinnen ein.
Echouafni hatte frühzeitig konstatiert, dass zahlreiche Fußballerinnen überspielt und angeschlagen seien; deswegen sagte er eine für November vereinbarte Länderspielreise nach China ab und verzichtete auch darauf, bis Jahresende ein weiteres Freundschaftsspiel in Europa auszutragen. Für die Europameisterschaftsvorbereitung seien die Begegnungen im März 2017 beim SheBelieves Cup sinnvoller. Außerdem holte er mit Frédéric Née einen ehemaligen Stürmer in seinen Stab, der versuchen soll, die zuletzt relativ schwache Chancenverwertung – für den Trainer ein weiteres zentrales Problem der Bleues – wieder zu verbessern. Schließlich ist er sich mit FFF-Präsident Le Graët darüber einig, dass eine größere Konkurrenz in der französischen Liga, die seit vielen Jahren von nur drei oder vier Teams dominiert wird, dazu beitragen würde, das individuelle Niveau der Nationalspielerinnen noch weiter zu erhöhen.
Das hochkarätig besetzte Einladungsturnier in den USA gewannen die Französinnen; sie blieben dabei gegen England (Weltranglisten-Fünfte, 2:1), Deutschland (Zweite, 0:0) und die Gastgeberinnen (Erste, 3:0) ungeschlagen und bewiesen Ansätze zu einer besseren Chancenausnutzung gegen die Engländerinnen, als sie das Spiel in der Schlussphase noch drehten, und insbesondere gegen die USA.
Bei der Europameisterschaft 2017 verfehlte das Team die hochgesteckten Erwartungen deutlich, wurde lediglich Gruppenzweiter und musste nach der Viertelfinalniederlage gegen England erneut vorzeitig die Heimreise antreten. Und obwohl FFF-Präsident Le Graët unmittelbar anschließend Echouafni noch sein Vertrauen ausgesprochen und dessen Weiterbeschäftigung bis zur Weltmeisterschaft 2019 im eigenen Land garantiert hatte, stellte er der Öffentlichkeit vier Wochen später Corinne Diacre als neue Nationaltrainerin vor.

### 2017–2023: Auch unter Corinne Diacre kein Titel
| Jahr | Turnier                                 | Teilnahme Platzierung |
| ---- | --------------------------------------- | --------------------- |
| 2019 | Weltmeisterschaft in Frankreich (Kader) | Viertelfinale         |
| 2021 | Olympische Spiele in Tokio              | nicht qualif.         |
| 2022 | Europameisterschaft in England (Kader)  | Halbfinale            |

Nachdem die Französinnen bei den internationalen Pflichtturnieren viermal in Folge bereits im Viertelfinale gescheitert waren, hoffte die FFF, mit der 43-jährigen Corinne Diacre endlich wenigstens einen Podiumsplatz zu erreichen, tatsächlich aber möglichst sogar den ersten großen Titel im Frauenbereich zu gewinnen. Die Voraussetzungen, dieses anspruchsvolle Ziel zu verwirklichen, schienen günstig – nicht nur, weil Frankreich Gastgeber der Weltmeisterschaftsendrunde 2019 war, sondern auch aufgrund Diacres sportlicher Vita. Sie war mit 121 Einsätzen lange Zeit die französische Rekordnationalspielerin, 2003 WM-Teilnehmerin, assistierte Bruno Bini für drei Jahre bei den Bleues, hat anschließend ein Frauen-Vereinsteam und ab 2014 eine Männer-Profimannschaft in der Ligue 2 trainiert. Aber erneut kamen die Bleues über das Viertelfinale nicht hinaus. Dessen ungeachtet formulierte sie für die Europameisterschaft 2022 wiederum einen hohen Anspruch an sich und ihre Spielerinnen:

„Unser Ziel ist es, mindestens das Endspiel zu erreichen.“

Und auch wenn dies einmal mehr nicht gelang – im Halbfinale kam das Aus –, verlängerte der Verband Diacres Vertrag bis August 2024, also einschließlich des olympischen Turniers in Paris.
Die Arbeit der erst zweiten weiblichen Nationaltrainerin begann im September 2017 mit zwei Freundschaftspartien gegen Chile – Frankreichs 52. Länderspielgegner – und Spanien, wobei die Bleues bis zur Weltmeisterschaft im eigenen Land überhaupt keine Pflichtspiele bestreiten konnten. Diacre musste gerade mit Blick auf diese WM den Umbau und die Verjüngung des Kreises der Nationalspielerinnen weiter vorantreiben, nicht nur, weil Camille Abily und Élodie Thomis nach der EM ihren Rücktritt aus der Nationalelf verkündet hatten; auch Bouhaddi, Georges, Houara, Bussaglia und Thiney hatten Mitte 2019 die Dreißig deutlich überschritten. Manche von ihnen, so Diacre, die auch den bisherigen Trainerstab komplett ausgewechselt hat, „befinden sich am Ende ihrer Karriere“. Entsprechend nominierte sie für ihr erstes 23er-Aufgebot gleich acht Spielerinnen, die bis dahin noch kein einziges A-Länderspiel absolviert hatten; fünf von ihnen – Torrent, Greboval, Sarr, Le Garrec und Cissoko – gaben dann tatsächlich ihr Debüt, die ersten drei sogar in der Startformation. Damit stellte sie einen „einsamen Rekord“ in der Geschichte der Nationalfrauschaft auf, denn keiner ihrer Vorgänger seit 1997 hatte bei seinem Debüt mehr als zwei Frauen ohne jegliche Erfahrung in der A-Elf in sein Aufgebot berufen. Vier Wochen später testete sie vier weitere Neulinge, und am Jahresende war die Zahl der Debütantinnen auf elf angewachsen. Das frühzeitige Heranführen junger Talente an das internationale Niveau ist bei ihr ein Grundprinzip, das sich in den 2020er Jahren ebenso fortsetzt wie das Zurückholen von jahrelang nicht mehr berücksichtigten Spielerinnen. Für die erstgenannte Gruppe stehen Namen wie Palis, Bussy, Malard oder Feller, für Letztere beispielsweise Toletti, Hamraoui und Diallo.
Zudem bestimmte Diacre im Wechsel Laura Georges, Amandine Henry und Eugénie Le Sommer anstelle von Wendie Renard zur Spielführerin, und sie ließ das Team bei den ersten Begegnungen jeweils im 4-3-3 antreten. Das offizielle Ziel, bei der Weltmeisterschaft unter die letzten vier zu gelangen, hatte die Trainerin knapp anderthalb Jahre vor dem Eröffnungsspiel auf den Gewinn des Titels zugespitzt, womit sie den Druck auch auf sich selbst stark erhöhte.
Eine Besonderheit bestand zudem darin, dass Diacre in den Anfangsmonaten auffällig viele Spielerinnen aus „kleinen“ Erstligavereinen in ihre Aufgebote berief. Dies diente einerseits dazu, Talente auch jenseits der dominierenden Klubs aus Lyon, Montpellier und Paris ausfindig zu machen; andererseits sollte dies den Frauenfußball im gesamten Land stärken und in Hinblick auf die WM 2019 das „Wir-Gefühl“ weiter entwickeln.
Bis Ende des Kalenderjahres folgten noch weitere Partien gegen England, Schweden und Ghana (dies eine Premiere) sowie in Deutschland. In der Weltrangliste rutschte Frankreich mit 2019 Punkten vorübergehend auf den sechsten Platz ab, wenngleich es lediglich 14 Punkte weniger als die drittplatzierten Engländerinnen aufwies. Mit dafür verantwortlich war die Tatsache, dass die Bleues ausschließlich schwächer gewichtete Freundschaftsspiele austragen konnten. Anfang März 2018 zeichnete sich beim SheBelieves Cup dann erstmals ein festeres Gerüst der Elf ab, als die Trainerin gegen Gastgeber USA (1:1) und Deutschland (3:0) jeweils eine identische Startformation aufbot – mit Torrent als einziger Neuer, aber auch mit Tounkara, Gauvin und der bei diesem Turnier erstmals wieder berücksichtigten, routinierten Gaëtane Thiney.
Einen Monat später fand Wendie Renard gegen Nigeria als 16. Französin Aufnahme in den „Hunderter-Club“.
Nach dem Kanada-Spiel Anfang April 2018 hatte Frankreich keine weiteren Länderspiele ausgetragen, damit die Spielerinnen – so Diacre – ab Juni eine etwas längere Erholungsphase bekommen, die sie im Sommer 2019 nicht haben werden. Dennoch kletterten die Bleues im Juni 2018 wieder auf den dritten Rang in der Weltrangliste.
Im Herbst und Winter 2018/19 setzte sich die Elf mit fünf außereuropäischen Gegnern auseinander; darunter waren mit Australien, Brasilien und den USA drei Frauschaften, die ebenfalls zu den FIFA-Top-10 gehören. In Frankreich hatte die Vorfreude auf die WM stark zugenommen, je näher deren Beginn rückte; gegen die Amerikanerinnen blieben die Kartenschalter des Stade Océane in Le Havre geschlossen, weil dessen Kapazität von 22.870 Zuschauern bereits im Vorverkauf ausgeschöpft war. Es folgten Partien gegen Deutschland, Uruguay, Japan und Dänemark. In der letzten Maiwoche maß sich das französische WM-Aufgebot noch mit zwei asiatischen WM-Teilnehmern, nämlich Thailand – Frankreichs 55. Gegner in seiner Länderspielgeschichte – und China, sozusagen als letzte Tests für den „WM-Ernstfall“ gegen Südkorea. Das Abschneiden bei dem WM-Turnier entschied zugleich darüber, ob Frankreich zu den lediglich drei Teams aus dem Bereich der UEFA gehört, die am olympischen Fußballturnier 2020 in Tokio teilnehmen dürfen. Einmal mehr war es den im Viertelfinale ausgeschiedenen Französinnen nicht gelungen, „das vorhandene Potential zur Abwechslung einmal in zählbare Erfolge um[zu]münzen“. FFF-Präsident Le Graët bekräftigte anschließend, dass Diacre auch weiterhin Cheftrainerin der Bleues sein wird.
Ab dem Herbst 2019 begann die Qualifikation für die Europameisterschaftsendrunde in England, die ursprünglich im Sommer 2021 stattfinden sollte und dann um ein Jahr verschoben wurde. Hauptkonkurrenten der Bleues war Österreich; mit Nordmazedonien nahm in dieser Gruppe zudem ein Team teil, gegen das die Französinnen zuvor noch nie gespielt hatten. Diacres erstes Aufgebot nach der WM beinhaltete eine punktuelle Verjüngung, indem sie für die Positionen im Tor, der Abwehr und dem Mittelfeld jeweils einen absoluten Neuling berücksichtigte. Gleichzeitig wollte die Trainerin aber auf ihre routiniertesten Kräfte (Bouhaddi, Thiney, Le Sommer, Henry) einstweilen noch nicht verzichten; aus der Altersgruppe der 30-Jährigen nominierte sie lediglich Bussaglia nicht mehr.
Insbesondere ab 2020 kam es gerade von diesen Frauen und Wendie Renard allerdings zu auch öffentlich vorgetragener Kritik am „Kommunikationsstil“ Diacres, etwa hinsichtlich einer dauerhaften oder gelegentlichen Nichtberücksichtigung in deren Länderspiel-Aufgeboten, so dass sich sogar der Verbandspräsident genötigt sah, einzugreifen und die Wogen zu glätten.
Die FFF richtete Anfang März 2020 ein eigenes Vier-Nationen-Turnier (Tournoi de France) aus, das jährlich stattfinden soll, womit der Verband die Begeisterung für den Frauenfußball, die sich bei der WM 2019 in eindrucksvollen Zuschauerzahlen manifestiert hatte, perpetuieren möchte. Die Veranstaltung konkurrierte allerdings mit gleichzeitigen Turnieren in den USA, Portugal und Zypern. Insbesondere der SheBelieves Cup schränkte die Auswahl hochklassiger Gegnerinnen ein, weil dort die USA, England und Japan vertraglich zur Teilnahme verpflichtet waren. An der ersten Austragung mit Spielen in Valenciennes (Stade du Hainaut) und in Calais (Stade de l’Épopée) nahmen Brasilien, Kanada und der amtierende Europameister Niederlande teil. Durch ihren Gewinn des Wettbewerbs verbesserten die Bleues sich wieder auf Platz 3 der Weltrangliste. Gleich anschließend sagte die UEFA den gesamten internationalen Spielbetrieb aufgrund der weltweiten Coronavirus-Pandemie bis zum Sommer 2020 ab, so dass auch vier EM-Qualifikationsbegegnungen Frankreichs verschoben werden mussten und erst im Herbst ausgetragen werden konnten. Aus demselben Grund verschob die UEFA die EM-Endrunde um ein Jahr auf den Juli 2022.
Im Oktober 2020 rangen die Österreicherinnen Frankreich ein Unentschieden ab und beendeten damit eine Serie von 46 französischen Siegen in EM- und WM-Qualifikationsspielen, die 2007 begonnen hatte. Vor dem Rückspiel vier Wochen später – zugleich das „Endspiel“ um den Gruppensieg – musste Corinne Diacre eine ganze Serie von Absagen kompensieren: Gauvin, Le Sommer, Torrent und Asseyi fehlten verletzungsbedingt, Tounkara begab sich aufgrund eines positiven COVID-19-Tests in Quarantäne. Ihre EM-Qualifikationsgruppe schlossen die Bleues mit sieben Siegen und einem Torverhältnis von 44:0 dennoch als unangefochtene Gruppenerste ab. Die Auslosung der Vorrundengruppen im Oktober 2021 ergab als französische Gegnerinnen Italien, Belgien und Island.
Anlässlich der zweiten Austragung des Tournoi de France im Februar 2021 sollten die Bleues mit Norwegen, Island und der Schweiz auf die innerhalb der UEFA sechst-, zehnt- und zwölftplatzierten Kontrahentinnen treffen. Das Turnier wurde allerdings kurzfristig abgesagt und durch zwei Freundschaftsspiele gegen die Eidgenossinnen ersetzt. Dafür konnte der Verband für den April aber mit dem Weltranglisten-6. England und den USA (Nr. 1) zwei sehr starke Gegner dafür gewinnen, nach Frankreich zu kommen. Der 3:1-Erfolg gegen die Engländerinnen gelang einem Team, das zum ersten Mal seit vielen Jahren ohne Beteiligung einer einzigen Spielerin aus Lyon auskommen musste. Bei dem letzten Spiel der Saison im Stade de la Meinau gegen Deutschland waren zum ersten Mal seit 15 Monaten wieder Zuschauer zugelassen, wenn auch mit 5.000 freigegebenen Plätzen in stark eingeschränkter Zahl.
Bei der Auslosung der Qualifikationsgruppen zur Weltmeisterschaft 2023 in Australien und Neuseeland bekamen die Französinnen – zu diesem Zeitpunkt Vierte der Weltrangliste – folgende Gegner in der Gruppe I zugelost: Wales (Rang 32), Slowenien (Rang 50), Griechenland (Rang 64), Kasachstan (Rang 81) und Estland (Rang 106). Die Bleues haben in der Vergangenheit gegen sie alle schon Spiele ausgetragen (insgesamt 19) und dabei lediglich einmal nicht gewonnen, nämlich 1978 bei einem 1:1 gegen die Waliserinnen. Der Zeitraum für diese Begegnungen begann im September 2021 und war zwölf Monate später abgeschlossen.
Unter Diacre entwickelte sich Marie-Antoinette Katoto zu einer echten Torgarantin der Französinnen; in ihren 19 Länderspielen zwischen November 2020 und Juli 2022 war sie 21-mal erfolgreich, wobei ihr sechs „Doppelpacks“ und ein Hattrick gelangen. Selbst die mit individuellem Lob normalerweise sparsame Nationaltrainerin nannte Katoto ohne jede Einschränkung „unverzichtbar“.
Anstelle einer Sommerpause wartete im Juli 2022 die Europameisterschaft in England auf die Bleues, wo endlich der seit 2009 andauernde „Viertelfinal-Fluch“ überwunden werden konnte. Nachdem sie anschließend auch ihre beiden letzten WM-Qualifikationsbegegnungen deutlich gewonnen hatten, verloren sie zwei Testspiele in Deutschland und Schweden – für Diacre eine Premiere der unerfreulichen Art, denn zwei aufeinanderfolgende Niederlagen hatten Frankreichs Frauen zuletzt sechseinhalb Jahre zuvor beim SheBelieves Cup hinnehmen müssen. Diese beiden Partien gegen den Dritten beziehungsweise Zweiten der Weltrangliste, bei denen die Trainerin eine identische Startelf aufgeboten hatte – ohne die verletzten Stammkräfte Katoto, Mbock Bathy, Karchaoui und Toletti −, nahm Footoféminin zum Anlass für eine gründliche Defizitanalyse. Bei der Abwehr, in der lediglich die Torfrau Peyraud-Magnin eine gute Note erhielt, konstatierte der Autor große Probleme durch Eckbälle und Freistöße, individuelle Schwächen im Eins-gegen-eins und einer zu linear positionierten Viererkette. Die Mittelfeldreihe wirkte offensiv unbefriedigend, fand zu wenige Anspielstationen und ließ eine kreative Spieleröffnung vermissen. Dazu trug auch bei, dass der Abstand zwischen den drei Ketten mit Ausnahme der ersten halben Stunde gegen die Deutschen selten stimmte und die Stürmerinnen beim Pressing wenig koordiniert auftraten. Bei Letzteren fehlten ungeachtet ihrer individuellen Stärken im Zusammenspiel das „blinde Verständnis“, und in der Arbeit nach hinten ließen sie ihre Mannschaftskameradinnen zu oft alleine. Dynamik, Tempo und Zielstrebigkeit kamen eher durch die eingewechselten Angreiferinnen. Schließlich fehlte vor allem gegen die Skandinavierinnen eine Führungspersönlichkeit, die die Frauschaft nach dem sehr schnellen Rückstand wieder aufrichtete.
Kurz nach dem französischen Sieg im Tournoi de France (Februar 2023) verkündete Wendie Renard überraschend ihren Rückzug aus dem Nationalteam. Sie könne das derzeitige System nicht länger unterstützen, weil es „von den Anforderungen auf höchstem Niveau weit entfernt sei“. Mit der Formulierung, an der in fünf Monaten beginnenden Weltmeisterschaft „bedauerlicherweise“ und „unter diesen Bedingungen“ nicht teilnehmen zu wollen, hielt sie sich allerdings eine Hintertür für den „Rücktritt vom Rücktritt“ offen. Diesem Schritt schlossen sich am selben Tag auch Kadidiatou Diani und Marie-Antoinette Katoto an; die französischen Medien wiesen einhellig darauf hin, dass keine der drei Frauen den Namen der Trainerin genannt habe, es sich aber offensichtlich um eine Kritik an dieser handle. Diani hat dies später bestätigt: „Wir sind an einem Punkt angelangt, wo es kein Zurück gibt […,] würde es einen Bruch nennen.“ Anfang März 2023 hat sich das Exekutivkomitee der FFF mit dem Vorgang befasst, wobei die Problematik auftrat, dass solche Vertragsangelegenheiten ausschließlich Sache des Präsidenten sind, und der war am 28. Februar zurückgetreten. Unter Führung des Interimspräsidenten Philippe Diallo entließ der Verband Diacre, die mit 57 Siegen, sieben Unentschieden und acht Niederlagen die bis dahin beste Bilanz aller französischen Trainer aufzuweisen hat, wenige Tage danach, kritisierte aber auch das Vorgehen der drei Spielerinnen. Zudem beauftragte Diallo eine Findungskommission – bestehend aus Laura Georges, Aline Riera, Jean-Michel Aulas und Marc Keller –, schnellstmöglich Nachfolgekandidaten vorzuschlagen.

### Neuer Anlauf ab 2023
| Jahr    | Turnier                                                | Teilnahme Platzierung |
| ------- | ------------------------------------------------------ | --------------------- |
| 2023    | Weltmeisterschaft in Australien und Neuseeland (Kader) | Viertelfinale         |
| 2023/24 | Nations League                                         | Liga A, Finalist      |
| 2024    | Olympische Spiele in Paris (Kader)                     | Viertelfinale         |
| 2025    | Europameisterschaft in der Schweiz (Kader)             | Viertelfinale         |
| 2025    | Nations League                                         | Liga A, Final Four    |
| 2027    | Weltmeisterschaft in Brasilien                         |                       |

Kommission und Verbandsspitze entschieden sich noch im März 2023 für den Männer-Nationaltrainer Saudi-Arabiens, Hervé Renard, der über große internationale Erfahrung verfügt, aber noch nie Frauen trainiert hat. Sein Vertrag besaß zunächst Gültigkeit bis einschließlich der Olympischen Spiele 2024. Ihm blieben vor der Weltmeisterschaft nur wenig Zeit und lediglich vier Testspiele, um sich und die Nationalelf darauf einzustellen. Bereits am Tag seiner offiziellen Vorstellung veröffentlichte er sein Aufgebot für zwei dieser Freundschaftspartien; dabei stützte er sich auf das Gerüst seiner Vorgängerin, das er mit einigen Talenten, aber auch mit zwei nicht unbedingt erwarteten Rückkehrerinnen (Eugénie Le Sommer, die Renard auch zu einer von zwei stellvertretenden Spielführerinnen beförderte, und Léa Le Garrec) ergänzte. Bei seinem ersten Trainingslager führte der Vater von vier Töchtern eine Neuerung ein, die Bestand haben soll: Amel Majri brachte ihr neun Monate altes Kind mit nach Clairefontaine, das während der Übungseinheiten von einer Tagesmutter betreut wird.
Zudem hatte der Verband ihm einen deutlich erweiterten Stab zur Seite gestellt, der unter anderem drei Trainerassistenten umfasst. Éric Blahic und der für die Torhüterinnen zuständige Gilles Fouache waren auch schon unter Diacre dabei; mit Sabrina Viguier ist eine ehemalige Nationalspielerin für das Athletiktraining verantwortlich. Im Anschluss an die ersten beiden Testspiele legte Renard als sein Mindestziel bei der WM das Erreichen des Halbfinals fest. Diesen Anspruch vermochten die Frauen nicht zu erfüllen und schieden einmal mehr im Viertelfinale aus.
Im Herbst 2023 wurden die Gruppenspiele der neu geschaffenen Nations League ausgetragen. Frankreich trat in der höchsten Liga (Gruppe A2) an. Beim letzten Gruppenspiel in Portugal – die Bleues waren zu diesem Zeitpunkt bereits für die Final Four qualifiziert – schickte Renard nahezu eine B-Elf auf den Rasen, um zwei leicht angeschlagene sowie sechs vorbelastete Spielerinnen, die im Falle einer Verwarnung für das Halbfinale gesperrt wären, zu schonen. Im Endspiel dieses Wettbewerbs unterlagen die Französinnen dem amtierenden Weltmeister Spanien.
Im April 2024 begann die Qualifikation zur Europameisterschaft 2025 in der Schweiz. Darin setzte Frankreich, seit Juni 2024 erstmals Weltranglisten-Zweiter, sich in der anspruchsvollen Gruppe A3 mit Titelverteidiger England (Rangliste Platz 3), Schweden (Rangliste Platz 6) und Irland (Rangliste Platz 25) durch. Mit der von Hervé Renard in die Nationalelf zurückgeholten Amandine Henry und Kadidiatou Diani erreichten zwei weitere Französinnen im ersten Halbjahr 2024 die 100-Länderspiele-Marke.
Beim olympischen Turnier ab Ende Juli 2024 hießen Frankreichs Gruppengegner Kolumbien, Kanada und Neuseeland; einmal mehr, diesmal vor heimischem Publikum gegen Brasilien, beendete das Viertelfinale die Medaillenhoffnungen, so dass auch unter Hervé Renard – der die Verantwortung alleine auf sich nahm („Ich hatte alles, was erforderlich war, und war nicht erfolgreich“) und dessen Amtszeit mit diesem Spiel endete – der Satz vom Viertelfinal-Fluch der Bleues wieder die Runde machte. Das Abschneiden bewirkte zudem einen regelrechten Absturz in der Weltrangliste vom zweiten auf den zehnten Platz.
| Datum | Ort           | Gegner     | Ergebnis |
| --- | ------------- | ---------- | -------- |
| 12.07.2024 | Dijon         | Schweden   | 2:1 EMQ  |
| 16.07.2024 | Cork          | Irland     | 1:3 EMQ  |
| 25.07.2024 | Lyon          | Kolumbien  | 3:2 OS   |
| 28.07.2024 | Saint-Étienne | Kanada     | 1:2 OS   |
| 31.07.2024 | Lyon          | Neuseeland | 2:1 OS   |
| 03.08.2024 | Nantes        | Brasilien  | 0:1 OS   |
| Trainerwechsel |               |            |          |
| 25.10.2024 | Montbéliard   | Jamaika    | 3:0 F    |
| 29.10.2024 | Genf          | Schweiz    | 1:2 F    |
| 30.11.2024 | Angers        | Nigeria    | 2:1 F    |
| 03.12.2024 | Nizza         | Spanien    | 2:4 F    |
| 21.02.2025 | Toulouse      | Norwegen   | 1:0 NL   |
| 25.02.2025 | Le Mans       | Island     | 3:2 NL   |
| 04.04.2025 | St. Gallen    | Schweiz    | 2:0 NL   |
| 08.04.2025 | Oslo          | Norwegen   | 2:0 NL   |
| 30.05.2025 | Nancy         | Schweiz    | 4:0 NL   |
| 03.06.2025 | Reykjavik     | Island     | 2:0 NL   |
| 20.06.2025 | Valenciennes  | Belgien    | 5:0 F    |
| 27.06.2025 | Grenoble      | Brasilien  | 3:2 F    |
| EMQ = Qualifikation zur Europameisterschaft; OS = Olympische Spiele; F = Freundschaftsspiel; NL = Nations League; Ergebnisse stets aus französischer Sicht. |               |            |          |

Einsätze

e = eingewechselt
Tor:
Pauline Peyraud-Magnin (12), Constance Picaud (6+1e)
Abwehr:
Selma Bacha (12+3e), Maëlle Lakrar (10+4e), Griedge Mbock Bathy (11+1e), Élisa De Almeida (10+2e), Wendie Renard (9), Thiniba Samoura (6+1e), Alice Sombath (3+1e), Lou Bogaert (2+2e), Estelle Cascarino (3), Melween N’Dongala (1+2e), Ève Périsset (1+1e), Jade Le Guilly (1+1e)
Mittelfeld:
Onema Grace Geyoro (15+3e), Sakina Karchaoui (12+3e), Sandie Toletti (11+3e), Kenza Dali (6+3e), Oriane Jean-François (4+5e), Amel Majri (2+4e), Amandine Henry (2+3e), Léa Le Garrec (1+1e), Margaux Le Mouël (1+1e)
Angriff:
Marie-Antoinette Katoto (11+5e), Sandy Baltimore (12+3e), Delphine Cascarino (9+5e), Kadidiatou Diani (9+5e), Clara Matéo (4+4e), Eugénie Le Sommer (1+7e), Melvine Malard (3+4e), Kelly Gago (2+4e), Vicki Becho (2+3e), Julie Dufour (2+1e), Cindy Caputo (1+1e), Kessya Bussy (1), Naomie Feller (1e)

erzielte Treffer

Frankreichs 39 Tore schossen Katoto (9), Baltimore (6), Geyoro (4), Matéo, Malard (je 3), Diani, Gago, Karchaoui (je 2), Becho, Dali, Renard, Le Sommer, Majri, Bacha, De Almeida (je 1). Dazu kam ein Eigentor der Spanierin María Méndez.

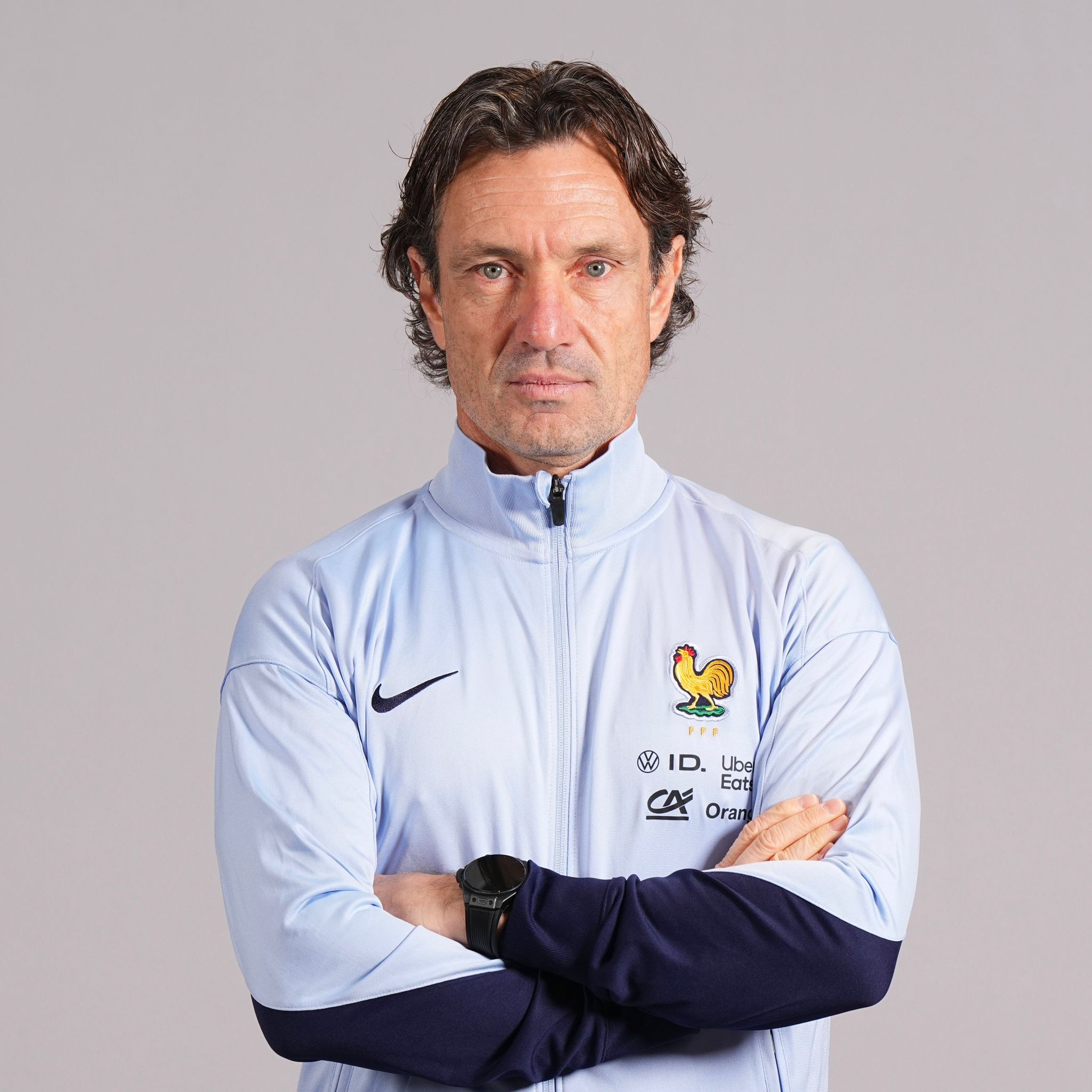
Laurent Bonadei

 Einer von Renards Assistenten, Laurent Bonadei, wurde Ende August 2024 als dessen Nachfolger mit einem Drei-Jahres-Vertrag ausgestattet. Mit Lionel Letizi kümmert sich ein ehemaliger Nationalspieler um das Training der Torhüterinnen. Da es sich bei den ersten vier Begegnungen unter seiner Regie um Freundschaftsspiele handelte, bekam Bonadei die Möglichkeit, seine Überlegungen zu diversen taktischen und personellen Maßnahmen in der Praxis auszuprobieren. Gleich zu Beginn wartete er defensiv mit einer Dreier-, danach einer Viererkette auf und verhalf fünf Spielerinnen zu ihrem Länderspieldebüt, wozu auch das verletzungsbedingte Fehlen mehrerer Stammkräfte (Bacha, Katoto, Majri, Mbock Bathy, Toletti) beitrug. Für die letzten beiden Matches des Kalenderjahrs berief er einen ungewöhnlich großen Kreis von dreißig Spielerinnen. Ergebnis dieser „Experimentalphase“ mit zwei Siegen und zwei Niederlagen war das weitere Abrutschen seiner Frauschaft um einen Platz in der Weltrangliste; Rang elf ist ihre schlechteste Platzierung seit 2003, und trotz zwei anschließenden Siegen in der Nations League blieb es auch im März 2025 bei dieser Positionierung.
Zwischen Februar und Juni 2025 trafen die Bleues in den Gruppenspielen der Nations League (Gruppe A2) auf Norwegen, Island und die Schweiz, gegen die sie sämtliche Spiele gewannen. Nachdem sie sich frühzeitig für die Final Four qualifiziert hatten, überraschte Bonadei mit seinem Aufgebot für die letzten beiden Gruppenspiele, die zugleich dem Einspielen der Frauen für die Europameisterschaft 2025 dienen sollten: Er berücksichtigte die Mittdreißigerinnen Wendie Renard, Eugénie Le Sommer – der er im April als erster Französin noch ihren 200. Länderspieleinsatz ermöglicht hatte – und Kenza Dali nicht, anschließend auch nicht im EM-Kader. Der Trainer wollte damit „neuen Schwung in das Team bringen“. Die Kapitänsrolle übernahm Griedge Mbock Bathy.
Für die Final Four im Oktober hat die FFF die Austragungsorte der Heimspiele festgelegt: Caen sieht das Halbfinale gegen Deutschland, Reims das Finale oder das Spiel um den dritten Platz. Bei der Europameisterschaft warteten in der Vorrundengruppe D mit Titelverteidiger England, auf das Frankreich auch schon in der Qualifikation für diese Endrunde gestoßen war, Holland und Wales noch hochkarätigere Gegnerinnen. Beim Auftaktmatch dieses Turniers erreichte mit Grace Geyoro eine weitere Französin die Schwelle von 100 Länderspielen. Nach drei Siegen in den Gruppenspielen waren die französischen Ambitionen einmal mehr bereits im Viertelfinale beendet. Dennoch kletterten die Bleues anschließend in der Weltrangliste um vier Positionen auf Platz sechs.
| Datum | Ort        | Gegner      | Ergebnis          |
| --- | ---------- | ----------- | ----------------- |
| 05.07.2025 | Zürich     | England     | 2:1 EM            |
| 09.07.2025 | St. Gallen | Wales       | 4:1 EM            |
| 13.07.2025 | Basel      | Niederlande | 5:2 EM            |
| 19.07.2025 | Basel      | Deutschland | 1:1, 5:6 i. E. EM |
| 22.09.2025 | auswärts   | Deutschland | NL                |
| 28.10.2025 | Caen       | Deutschland | NL                |
| 28.11.2025 | Reims      | n.n.        | NL                |
| 02.12.2025 | auswärts   | n.n.        | NL                |
| F = Freundschaftsspiel; EM = Europameisterschaft; NL = Nations League, WMQ = Qualifikation zur Weltmeisterschaft Ergebnisse stets aus französischer Sicht. |            |             |                   |

Einsätze

e = eingewechselt
Tor:
Pauline Peyraud-Magnin (4)
Abwehr:
Selma Bacha (4), Alice Sombath (3+1e), Melween N’Dongala (1+3e), Élisa De Almeida (3), Thiniba Samoura (2), Maëlle Lakrar (2), Lou Bogaert (2e), Griedge Mbock Bathy (1)
Mittelfeld:
Onema Grace Geyoro (3+1e), Sakina Karchaoui (3+1e), Sandy Baltimore (2+2e), Oriane Jean-François (3), Sandie Toletti (2+1e), Amel Majri (1+1e)
Angriff:
Marie-Antoinette Katoto (3+1e), Kadidiatou Diani (2+2e), Clara Matéo (1+3e), Delphine Cascarino (3), Melvine Malard (1+2e), Kelly Gago (1e) 

erzielte Treffer

Frankreichs zwölf Tore schossen Katoto, Cascarino, Geyoro (je 2), Baltimore, Matéo, Diani, Majri, Toletti und Karchaoui.

## Spielerinnen
Sämtliche Spielerinnen, die seit 1971 in Frankreichs A-Nationalelf der Frauen berücksichtigt wurden, finden sich in der Liste der französischen Fußballnationalspielerinnen.

### Aktueller Kader

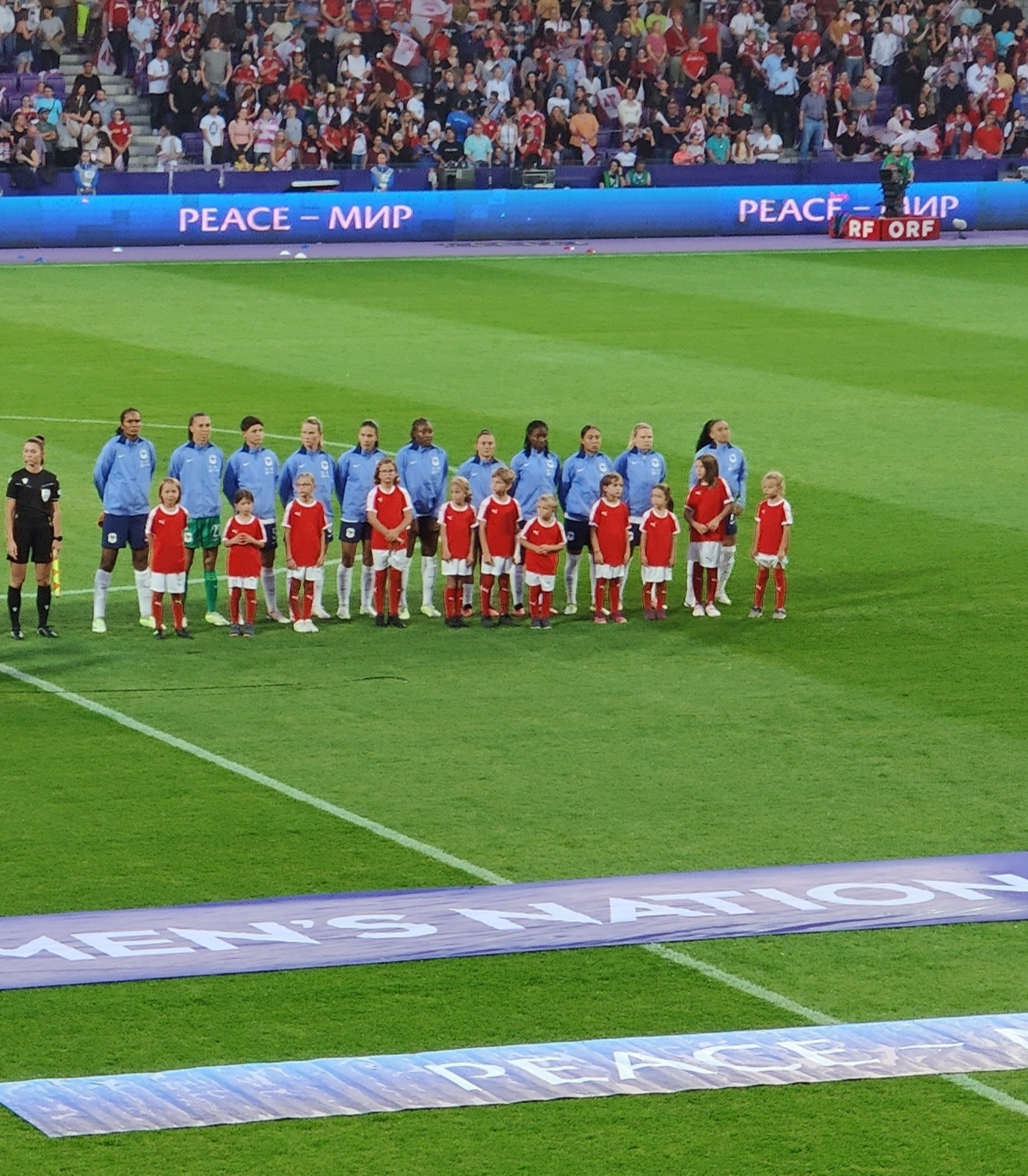
Startaufstellung beim NL-Spiel (September 2023 in Wien): Renard, Picaud, De Almeida, Henry, Matéo, Diani, Périsset, Jean-François, Bacha, Le Sommer, Karchaoui (v. l. n. r.)

Hierunter berücksichtigt sind alle in der Vor- oder der laufenden Saison mindestens einmal eingesetzten sowie sämtliche Spielerinnen, die in der aktuellen Saison (2025/26) vom Nationaltrainer in ein A-Elf-Aufgebot berufen, aber nicht eingesetzt worden sind. Diejenigen Spielerinnen, die im Laufe der Vorsaison (2024/25) ihren endgültigen Rückzug von den Bleues erklärt haben, fehlen hierunter hingegen.
| Name                    | aktueller Verein       | Länder- spiele (Tore) (a)0 | Geburtstag | 2024/25 2025/26 einges. | akt. Aufge- bot (b) |
| Torfrauen               | Torfrauen              | Torfrauen                  | Torfrauen  | Torfrauen               | Torfrauen           |
| ----------------------- | ---------------------- | -------------------------- | ---------- | ----------------------- | ------------------- |
| Justine Lerond          | Montpellier HSC        | 00 0(0)                    | 29.02.2000 |                         | X                   |
| Pauline Peyraud-Magnin  | Juventus Turin         | 069 0(0)                   | 17.03.1992 | X X                     | X                   |
| Constance Picaud        | FC Fleury              | 013 0(0)                   | 05.07.1998 | X                       | X                   |
| Abwehrspielerinnen      |                        |                            |            |                         |                     |
| Selma Bacha             | OL Lyonnes             | 050 0(3)                   | 09.11.2000 | X X                     | X                   |
| Lou Bogaert             | Paris FC               | 06 0(0)                    | 25.06.2004 | X X                     | X                   |
| Estelle Cascarino       | Juventus Turin         | 018 0(0)                   | 05.02.1997 | X                       |                     |
| Élisa De Almeida        | Paris Saint-Germain FC | 047 0(5)                   | 11.01.1998 | X X                     | X                   |
| Maëlle Lakrar           | Real Madrid            | 032 0(3)                   | 27.05.2000 | X X                     | X                   |
| Jade Le Guilly          | Paris Saint-Germain FC | 02 0(0)                    | 18.06.2002 | X                       |                     |
| Griedge Mbock Bathy     | Paris Saint-Germain FC | 093 0(8)                   | 26.02.1995 | X                       | X                   |
| Melween N’Dongala       | Paris FC               | 07 0(0)                    | 06.09.2004 | X X                     | X                   |
| Ève Périsset            | Racing Strasbourg      | 061 0(4)                   | 24.12.1994 | X                       |                     |
| Wendie Renard           | OL Lyonnes             | 168 (39)                   | 20.07.1990 | X                       | (e)                 |
| Thiniba Samoura         | Paris Saint-Germain FC | 09 0(0)                    | 11.02.2004 | X X                     | X                   |
| Alice Sombath           | OL Lyonnes             | 08 0(0)                    | 16.10.2003 | X X                     | X                   |
| Mittelfeldspielerinnen  |                        |                            |            |                         |                     |
| Sandy Baltimore         | FC Chelsea             | 047 (10)                   | 19.02.2000 | X X                     | X                   |
| Kenza Dali              | San Diego Wave FC      | 076 (13)                   | 31.07.1991 | X                       | (e)                 |
| Onema Grace Geyoro      | Paris Saint-Germain FC | 103 (23)                   | 02.07.1997 | X X                     | X                   |
| Oriane Jean-François    | FC Chelsea             | 017 0(0)                   | 14.08.2001 | X X                     | X                   |
| Sakina Karchaoui        | Paris Saint-Germain FC | 093 0(4)                   | 26.01.1996 | X X                     | X                   |
| Léa Le Garrec           | Al-Qadisiyah           | 015 0(2)                   | 13.07.1993 | X                       |                     |
| Margaux Le Mouël        | Paris FC               | 02 0(0)                    | 08.08.2001 | X                       |                     |
| Amel Majri              | OL Lyonnes             | 081 (13)                   | 25.01.1993 | X X                     | X                   |
| Sandie Toletti          | Real Madrid            | 072 0(4)                   | 13.07.1995 | X X                     | X                   |
| Angreiferinnen          |                        |                            |            |                         |                     |
| Vicki Becho             | OL Lyonnes             | 019 0(2)                   | 03.10.2003 | X                       |                     |
| Kessya Bussy            | VfL Wolfsburg          | 07 0(1)                    | 19.01.2001 | X                       |                     |
| Cindy Caputo            | AS Saint-Étienne       | 02 0(0)                    | 07.02.1999 | X                       |                     |
| Delphine Cascarino      | San Diego Wave FC      | 079 (16)                   | 05.02.1997 | X X                     | X                   |
| Kadidiatou Diani        | OL Lyonnes             | 118 (31)                   | 01.04.1995 | X X                     | X                   |
| Julie Dufour            | Angel City FC          | 08 0(0)                    | 29.05.2001 | X                       |                     |
| Naomie Feller           | Real Madrid            | 07 0(1)                    | 06.11.2001 | X                       |                     |
| Kelly Gago              | FC Everton             | 07 0(2)                    | 05.01.1999 | X X                     | X                   |
| Marie-Antoinette Katoto | OL Lyonnes             | 059 (40)                   | 01.11.1998 | X X                     | X                   |
| Eugénie Le Sommer       | Deportivo Toluca FC    | 200 (94)                   | 18.05.1989 | X                       | (e)                 |
| Melvine Malard          | Manchester United      | 032 0(9)                   | 28.06.2000 | X X                     | X                   |
| Clara Matéo             | Paris FC               | 041 0(8)                   | 28.11.1997 | X X                     | X                   |

### Rangfolge der Einsätze und Torschützinnen

#### Insgesamt
Berücksichtigt sind alle Spielerinnen mit mindestens 70 Einsätzen beziehungsweise 12 Treffern. International noch aktive Spielerinnen sind in Fettschrift hervorgehoben. Die Reihenfolge bei Spielerinnen mit gleicher Anzahl erfolgt bei den Einsätzen chronologisch, bei den Treffern nach der Effizienz (Tore je Spiel).
Stand: 19. Juli 2025
| Zahl der Länderspiele | Zahl der Länderspiele    | Zahl der Länderspiele | Zahl der Länderspiele |
|                       | Spielerin                | Dauer von … bis …     | A-Länder- spiele      |
| --------------------- | ------------------------ | --------------------- | --------------------- |
| 1                     | Eugénie Le Sommer        | 2009–2025             | 200                   |
| 2                     | Sandrine Soubeyrand      | 1997–2013             | 198                   |
| 3                     | Élise Bussaglia          | 2003–2019             | 192                   |
| 4                     | Laura Georges            | 2001–2018             | 188                   |
| 5                     | Camille Abily            | 2001–2017             | 183                   |
| 6                     | Wendie Renard            | 2011–2025             | 168                   |
| 7                     | Gaëtane Thiney           | 2007–2019             | 163                   |
| 8                     | Sonia Bompastor          | 2000–2012             | 156                   |
| 9                     | Sarah Bouhaddi           | 2004–2020             | 149                   |
| 10                    | Louisa Nécib             | 2005–2016             | 145                   |
| 11                    | Élodie Thomis            | 2005–2017             | 141                   |
| 12                    | Marie-Laure Delie        | 2009–2017             | 123                   |
| 13                    | Corinne Diacre           | 1993–2005             | 121                   |
| 14                    | Kadidiatou Diani         | 2014–2025             | 118                   |
| 15                    | Stéphanie Mugneret-Béghé | 1992–2005             | 115                   |
| 16                    | Marinette Pichon         | 1994–2006             | 112                   |
| 17                    | Hoda Lattaf              | 1997–2007             | 111                   |
| 18                    | Amandine Henry           | 2009–2024             | 109                   |
| 19                    | Onema Grace Geyoro       | 2017–2025             | 103                   |
| 20                    | Griedge Mbock Bathy      | 2013–2025             | 93                    |
|                       | Sakina Karchaoui         | 2016–2025             | 93                    |
| 22                    | Sabrina Viguier          | 2000–2012             | 92                    |
| 23                    | Peggy Provost            | 1998–2006             | 91                    |
| 24                    | Corine Franco            | 2003–2014             | 89                    |
| 25                    | Candie Herbert           | 1994–2010             | 83                    |
| 26                    | Emmanuelle Sykora        | 1992–2004             | 82                    |
| 27                    | Amel Majri               | 2014–2025             | 81                    |
| 28                    | Delphine Cascarino       | 2016–2025             | 79                    |
| 29                    | Élodie Woock             | 1995–2004             | 78                    |
| 30                    | Kenza Dali               | 2014–2025             | 76                    |
| 31                    | Sandie Toletti           | 2013–2025             | 72                    |
| 32                    | Sandrine Roux            | 1983–2000             | 71                    |

| Zahl der Treffer | Zahl der Treffer         | Zahl der Treffer  | Zahl der Treffer | Zahl der Treffer | Zahl der Treffer |
|                  | Spielerin                | Dauer von … bis … | Treffer          | Ein- sätze       | Tore je Spiel    |
| ---------------- | ------------------------ | ----------------- | ---------------- | ---------------- | ---------------- |
| 1                | Eugénie Le Sommer        | 2009–2025         | 94               | 200              | 0,47             |
| 2                | Marinette Pichon         | 1994–2006         | 81               | 112              | 0,72             |
| 3                | Marie-Laure Delie        | 2009–2017         | 65               | 123              | 0,53             |
| 4                | Gaëtane Thiney           | 2007–2019         | 58               | 163              | 0,36             |
| 5                | Marie-Antoinette Katoto  | 2018–2025         | 40               | 59               | 0,68             |
| 6                | Wendie Renard            | 2011–2025         | 39               | 168              | 0,23             |
| 7                | Camille Abily            | 2001–2017         | 37               | 183              | 0,20             |
| 8                | Louisa Nécib             | 2005–2016         | 36               | 145              | 0,25             |
| 9                | Élodie Thomis            | 2005–2017         | 32               | 141              | 0,23             |
| 10               | Hoda Lattaf              | 1997–2007         | 31               | 111              | 0,28             |
|                  | Kadidiatou Diani         | 2014–2025         | 31               | 118              | 0,26             |
|                  | Élise Bussaglia          | 2003–2019         | 30               | 192              | 0,16             |
| 13               | Onema Grace Geyoro       | 2017–2025         | 23               | 103              | 0,22             |
| 14               | Sonia Bompastor          | 2000–2012         | 19               | 156              | 0,12             |
| 15               | Valérie Gauvin           | 2015–2021         | 17               | 37               | 0,46             |
|                  | Sandrine Soubeyrand      | 1997–2013         | 17               | 198              | 0,09             |
| 17               | Delphine Cascarino       | 2016–2025         | 16               | 79               | 0,20             |
| 18               | Laëtitia Tonazzi         | 2002–2014         | 15               | 66               | 0,23             |
| 19               | Isabelle Musset          | 1976–1990         | 14               | 40               | 0,35             |
|                  | Angélique Roujas         | 1995–2001         | 14               | 51               | 0,27             |
|                  | Viviane Asseyi           | 2013–2023         | 14               | 66               | 0,21             |
|                  | Amandine Henry           | 2009–2024         | 14               | 109              | 0,13             |
|                  | Stéphanie Mugneret-Béghé | 1992–2005         | 14               | 115              | 0,12             |
|                  | Corinne Diacre           | 1993–2005         | 14               | 121              | 0,12             |
| 25               | Françoise Jézéquel       | 1988–2001         | 13               | 55               | 0,24             |
|                  | Kenza Dali               | 2014–2025         | 13               | 76               | 0,17             |
|                  | Amel Majri               | 2014–2025         | 13               | 81               | 0,16             |

Die Torhüterin mit den meisten „Caps“ ist Sarah Bouhaddi, nachdem sie im September 2013 die langjährige Rekordhalterin Sandrine Roux überholte. Corinne Diacre war im Mai 2003 die erste Französin, die es auf 100 Länderspiele brachte. Inzwischen haben 19 Bleues eine dreistellige Einsatzzahl zu Buche stehen, mit Sandrine Soubeyrand, Sonia Bompastor, Laura Georges, Camille Abily, Élise Bussaglia, Eugénie Le Sommer, Gaëtane Thiney, Sarah Bouhaddi und Wendie Renard neun von ihnen sogar den französischen Rekordinternationalen bei den Männern, Hugo Lloris (145 Partien), hinter sich gelassen.
Die erste Torschützin der offiziellen Länderspielgeschichte war Jocelyne Ratignier, die 1971 mit einem Hattrick beim 4:0 gegen die Niederlande erfolgreich war. Den eintausendsten Treffer der Bleues, mit dem sie zugleich gegen Estland den Endstand von 11:0 herstellte, schoss im Oktober 2021 Kenza Dali.

#### Bei den großen Turnier-Endrunden
Weltmeisterschaften
In den fünf Weltmeisterschaftsturnieren mit französischer Teilnahme (2003, 2011, 2015, 2019, 2023) kam Eugénie Le Sommer (20 Spiele) am häufigsten zum Einsatz, vor Wendie Renard (17), Gaëtane Thiney (16), Laura Georges (14) und Élise Bussaglia (13). Dahinter folgen Camille Abily und Kadidiatou Diani (11), Sarah Bouhaddi, Amandine Henry, Louisa Nécib und Élodie Thomis (je 10), Marie-Laure Delie, Sandrine Soubeyrand, Amel Majri (9), Sonia Bompastor (8), Onema Grace Geyoro, Ève Périsset (7), Laure Boulleau und Kenza Dali (6), Jessica Houara, Laure Lepailleur, Bérangère Sapowicz, Griedge Mbock Bathy, Valérie Gauvin, Delphine Cascarino, Pauline Peyraud-Magnin, Sakina Karchaoui, Viviane Asseyi und Vicki Becho (je 5). Auf vier WM-Endrundenteilnahmen haben es bisher zwei Französinnen gebracht, nämlich Renard und Le Sommer; Georges, Bussaglia und Thiney waren dreimal dabei.
Die erfolgreichsten französischen Torschützinnen hierbei sind Le Sommer (8), Delie und Renard (je 5), Diani (4), Thomis, Henry (je 3) vor Pichon, Thiney und Gauvin, denen dort jeweils 2 Treffer gelangen. Je einmal trafen Georges, Bompastor, Abily, Bussaglia, Nécib, Lakrar, Le Garrec, Dali sowie Becho.
Europameisterschaften
An Europameisterschafts-Endrunden haben die Bleues von 1997 bis 2025 achtmal in Folge teilgenommen. Rekordhalterin bezüglich der Einsätze auf kontinentaler Ebene ist Sandrine Soubeyrand, die an fünf dieser Turniere teilgenommen hat und dabei in 17 Spielen eingesetzt wurde. Dahinter folgen Camille Abily (14 Einsätze), Sakina Karchaoui, Kadidiatou Diani (je 13), Sarah Bouhaddi, Laura Georges, Élodie Thomis, Eugénie Le Sommer, Wendie Renard, Onema Grace Geyoro (je 12), Élise Bussaglia (11), Sonia Bompastor, Gaëtane Thiney (beide 10), Stéphanie Mugneret-Béghé, Candie Herbert, Marinette Pichon, Louisa Nécib, Selma Bacha, Pauline Peyraud-Magnin (je 9) sowie Corinne Diacre, Sandie Toletti, Delphine Cascarino, Clara Matéo und Melvine Malard (alle 8).
Die meisten EM-Treffer gelangen Geyoro (5), Pichon, Angélique Roujas, Marie-Antoinette Katoto, Delphine Cascarino (je 4), Abily, Nécib, Le Sommer, (je 3), Mugneret-Béghé, Renard, Delie und Diani (je 2). Weitere 14 Frauen waren einmal erfolgreich.
Olympische Spiele
2012, 2016 und 2024 spielten die Französinnen auch um olympische Medaillen. Bei allen drei Turnieren gehörten Wendie Renard (13 Einsätze) und Eugénie Le Sommer (11) zum Kreis der Spielerinnen. Sarah Bouhaddi, Camille Abily, Élise Bussaglia, Louisa Nécib und Élodie Thomis bestritten jeweils zehn Partien, Marie-Laure Delie neun, Griedge Mbock Bathy, Amandine Henry und Kadidiatou Diani sieben sowie Sonia Bompastor, Corine Franco, Laura Georges, Sandrine Soubeyrand, Gaëtane Thiney und Sakina Karchaoui sechs.
Die Torschützinnen waren Marie-Antoinette Katoto (fünf Treffer bei lediglich vier Spielen) vor Le Sommer (3), Georges, Renard, Nécib, Delie, Thomis (je 2), Abily, Camille Catala, Thiney, Majri und Dali (je 1).

## Austragungsorte und Gegner
Über ein festes Heimstadion verfügte die Frauennationalmannschaft, anders als ihr Pendant bei den Männern, in den vergangenen Jahrzehnten nicht; vielmehr wurden und werden die Heimspiele der Frauen wechselnd im gesamten Land ausgetragen. Dabei besteht insbesondere seit Beginn des 21. Jahrhunderts und parallel mit den wachsenden Erfolgen der Bleues ein Trend zu Stadien in Großstädten, die über ein höheres Fassungsvermögen verfügen. Es gibt überhaupt nur 26 französische Städte, die Schauplatz von mehr als zwei Heimspielen waren: Le Mans (9), Paris – in drei unterschiedlichen Stadien –, Le Havre und Lyon (jeweils 8), Angers, Valenciennes (je 7), Rennes (6), Valence, Strasbourg, Reims (je 5), Pauillac, Troyes, Besançon, Calais, Caen, Orléans, Nizza (je 4), Angoulême, Blois, Grenoble, Guingamp, Laval, Marseille, Metz, Montpellier, Nancy, Nîmes, Quimper, Saint-Étienne (je 3). Ähnlich sieht es hinsichtlich der Spielorte im Ausland aus. Dort sind die häufigsten Austragungsorte diejenigen, in denen die Französinnen mehrfach an Freundschaftsturnieren teilgenommen haben: Nikosia (10), Warna (8, anfangs der 1990er Jahre), Faro/Loulé (7, beim Algarve-Cup) sowie Larnaka (5, wie Nikosia beim Zypern-Cup).
Bezüglich der Heimspiele deutete sich ab Mitte der 2010er Jahre ein vorsichtiges Umdenken bei der FFF an. Nachdem das WM-Qualifikationsspiel gegen Bulgarien Ende November 2013 deutlich über 13.000 Interessierte in die MMArena von Le Mans gezogen hatte, war dieses Stadion bereits gut vier Monate später erneut zum Austragungsort (WM-Qualifikation gegen Österreich) bestimmt worden, wo sich dann allerdings nur gut 8.000 Besucher einfanden.
Im Januar 2017 traten die Französinnen auf La Réunion zu ihrer vierten Heimbegegnung in einer ihrer überseeischen Besitzungen an; zuvor hatten sie 2011 auf Guadeloupe und Martinique sowie 2014 in Französisch-Guayana jeweils ein offizielles Länderspiel absolviert.
Insgesamt haben Frankreichs Frauen bisher mindestens 526 Länderspiele ausgetragen, wobei eine der vier strittigen Begegnungen von 1971 ebenso wie einzelne Spiele, die nur der französische Verband als offiziell angibt, mit eingerechnet sind; so nennt die FFF darin unter anderem auch eine Partie gegen die italienische B- und die US-amerikanische U-21-Auswahl. Andererseits gab es vor allem in den ersten beiden Jahrzehnten einzelne Spiele, die nur vom Verband der jeweiligen Gegnerinnen gezählt werden, etwa im Mai 1972 in Basel gegen die Schweiz (siehe die Liste der Länderspiele der französischen Fußballnationalmannschaft der Frauen). Die französischen Kontrahentinnen kamen aus 59 Ländern aller sieben FIFA-Kontinentalverbände, wobei im Sommer 2023 als bisher letzte Jamaika und Panama dazugekommen sind. Erste nichteuropäische Mannschaft waren 1988 die USA, gefolgt von China, Japan und der Elfenbeinküste. Am häufigsten trafen die Bleues auf die Niederlande (31 Mal), die USA, England (je 28), Norwegen (27), Italien (26), die Schweiz, Deutschland (je 24), Schweden (23), Dänemark (19), Kanada (17), Schottland, Belgien (je 16), Spanien (15), Island, Brasilien (je 14), UdSSR/Russland, Finnland, Irland (je 13), China (11) sowie Polen und Österreich (je 10). (Stand: 19. Juli 2025)
Die höchste Zuschauerzahl bei einem Spiel Frankreichs war am 6. August 2012 im Londoner Wembley-Stadion anlässlich des Halbfinals gegen Japan im olympischen Frauenturnier zu verzeichnen, dem 61.482 Zuschauer beiwohnten. Im eigenen Land wurde am 28. Juni 2019 beim WM-Viertelfinale gegen die USA mit 45.595 Besuchern im Pariser Parc des Princes eine neue Bestmarke aufgestellt. Die Rekordmarke bei einem Freundschaftsspiel der Bleues steht seit dem 14. Juli 2023 auf 50.629, die im unmittelbaren Vorfeld der Weltmeisterschaftsendrunde ihre Australierinnen in Melbourne unterstützten.
(Ergebnisse stets aus französischer Sicht)
Gegen Deutschland
| 1. 16. Mai 1987 in Dillingen/Saar: 0:2 2. 28. März 1991 in Antony: 0:2 3. 2. September 1992 in Bad Kreuznach: 0:7 4. 12. März 1993 in Agia Napa: 0:3 5. 30. Mai 1999 in Weil am Rhein: 1:4 6. 17. April 2003 in Ozoir-la-Ferrière: 1:0 7. 12. Juni 2005 in Warrington: 0:3 (EM-Gruppenspiel) 8. 9. März 2007 in Faro: 1:0 (Algarve-Cup) 9. 27. August 2009 in Tampere: 1:5 (EM-Gruppenspiel) 10. 5. Juli 2011 in Mönchengladbach: 2:4 (WM-Gruppenspiel) 11. 29. November 2012 in Halle (Saale): 1:1 12. 13. Februar 2013 in Strasbourg: 3:3 13. 25. Oktober 2014 in Offenbach am Main: 2:0 | 1. 26. Juni 2015 in Montréal: 1:1 n. V., 3:5 i. E. (WM-Viertelfinale) 2. 3. März 2016 in Tampa: 0:1 (SheBelieves Cup) 3. 4. März 2017 in Harrison: 0:0 (SheBelieves Cup) 4. 24. November 2017 in Bielefeld: 0:4 5. 7. März 2018 in Orlando: 3:0 (SheBelieves Cup) 6. 28. Februar 2019 in Laval: 0:1 7. 10. Juni 2021 in Strasbourg: 1:0 8. 27. Juli 2022 in Milton Keynes: 1:2 (EM-Halbfinale) 9. 7. Oktober 2022 in Dresden: 1:2 10. 23. Februar 2024 in Lyon: 2:1 (Nations-League-Halbfinale) 11. 19. Juli 2025 in Basel: 1:1 n. V., 5:6 i. E. (EM-Viertelfinale) 12. 22. Oktober 2025 in Deutschland: (Nations-League-Halbfinale) 13. 28. Oktober 2025 in Caen: (Nations-League-Halbfinale) |

Gegen Österreich
| 1. 20. März 1999 in Bonneuil-sur-Marne: 4:1 2. 5. November 2005 in Langenrohr: 3:1 (WM-Qualifikation) 3. 23. September 2006 in Troyes: 2:1 (WM-Qualifikation) 4. 31. Oktober 2013 in Ritzing: 3:1 (WM-Qualifikation) 5. 9. April 2014 in Le Mans: 3:1 (WM-Qualifikation) | 1. 22. Juli 2017 in Utrecht: 1:1 (EM-Gruppenspiel) 2. 27. Oktober 2020 in Wiener Neustadt: 0:0 (EM-Qualifikation) 3. 27. November 2020 in Guingamp: 3:0 (EM-Qualifikation) 4. 26. September 2023 in Wien: 1:0 (Nations League) 5. 1. Dezember 2023 in Rennes: 3:0 (Nations League) |

Gegen die Schweiz
| 1. 1. September 1972 in Gundershoffen: 2:5 2. 1. Mai 1973 in Valentigney: 3:5 3. 1. September 1974 in Besançon: 1:3 4. 1. April 1977 in Buochs: 2:1 5. 1. März 1980 in Nyon: 4:0 6. 1. März 1981 in Lyon: 2:0 7. 1. Mai 1983 in Meaux: 1:1 (EM-Qualifikation) 8. 1. Oktober 1983 in Burgdorf: 0:0 (EM-Qualifikation) 9. 1. April 1987 in Valence: 3:1 10. 4. Oktober 1997 in Bern: 2:1 (WM-Qualifikation) 11. 2. Mai 1998 in Bruay-la-Buissière: 3:0 (WM-Qualifikation) 12. 28. Mai 1999 in Weil am Rhein: 2:0 13. 15. April 2001 in Montaigu: 1:1 | 1. 14. August 2002 in Clairefontaine: 1:2 2. 22. April 2009 in Dijon: 2:0 3. 25. April 2009 in Colmar: 1:0 4. 5. Mai 2010 in Basel: 2:0 5. 2. März 2011 in Nikosia: 2:0 (Zypern-Cup) 6. 28. Februar 2012 in Nikosia: 3:0 (Zypern-Cup) 7. 26. Juli 2017 in Breda: 1:1 (EM-Gruppenspiel) 8. 20. Februar 2021 in Metz: 2:0 9. 23. Februar 2021 in Metz: 2:0 10. 29. Oktober 2024 in Genf: 1:2 11. 4. April 2025 in St. Gallen: 2:0 (Nations League) 12. 30. Mai 2025 in Nancy: 4:0 (Nations League) |

## Öffentliche Wahrnehmung in Frankreich
Laurence Prudhomme-Poncet bezeichnet die Rezeption des modernen Frauenfußballs in Frankreich und dabei auch diejenige des Nationalteams bis 2003 mit der Überschrift „Zwischen Neugier und Indifferenz“. Diese knapp vier Jahrzehnte lassen sich für sie in drei Abschnitte gliedern, die sie mit „Objekt der Neugier“, „Kaum wahrgenommenes Schauspiel“ und „Von den Medien ‚vergessene‘ Sportart“ charakterisiert. Dabei weist sie auf die Interdependenz zwischen den Zuschauerzahlen in den Stadien und dem Ausmaß der Berichterstattung hin.

### In Stadien und Medien
Dem 1972er Länderspiel gegen die Schweiz wohnten 2.000 zahlende Besucher bei, dem gegen die Niederlande im November 1975 1.200; bis in die 1990er Jahre lag die Höchstmarke bei einem Heimspiel bei 3.000 Zuschauern (Mai 1988 in Thonon-les-Bains gegen die Tschechoslowakei), und nur ein weiteres Mal wurde die 2.000er-Grenze überschritten. Dagegen gab es etliche Begegnungen mit einer bloß dreistelligen Zuschauerzahl, so etwa 600 Besucher gegen Belgien in Reims (Mai 1976). Das Publikumsinteresse wuchs erst nach der Jahrtausendwende, wobei Zahlen wie die folgenden aber noch die Ausnahme blieben und sich auf ganz wenige Qualifikationsspiele zu den großen internationalen Turnieren beschränkten: 6.787 (Juni 2000 in Nîmes) gegen Schweden, 8.500 (April 2002 in Straßburg) gegen die Tschechinnen und gar 23.685 (November 2002 in Saint-Étienne bei allerdings freiem Eintritt) gegen England. Erst nach dem erfolgreichen Abschneiden bei der WM 2011 spielten die Französinnen im eigenen Land wieder vor einer fünfstelligen Kulisse: 18.305 Besucher im August 2011 gegen Polen in Lens – einer Region mit sehr vielen polnischstämmigen Bewohnern –, jeweils rund 10.000 im Oktober 2011 und Februar 2012 gegen Israel in Troyes und die Niederlande in Nîmes. Ende März 2012 gegen Schottland fanden sich hingegen nur gut 9.000 Besucher ein, aber vier Tage später gegen Wales in Caen waren es 16.700. Auch das erste Freundschaftsspiel nach dem wiederum eher enttäuschenden Abschneiden bei der WM 2015 sahen in Le Havre gegen Brasilien 22.053 Zuschauer, was Rekordbesuch auf französischem Boden für ein Match mit Ticketpflicht war, ehe im Juni 2016 in Rennes sogar 24.835 Zahlende der EM-Qualifikationspartie gegen Griechenland beiwohnten. Die FFF fördert die direkte Zuschauerunterstützung der Bleues durch moderate Eintrittspreise; der teuerste Platz im Pariser Stade Charléty für das Spiel gegen die japanischen Weltmeisterinnen im Juli 2012 kostete beispielsweise nur 20 Euro. Generell führen die von FIFA beziehungsweise UEFA festgesetzten Rahmentermine für Welt- und Europameisterschafts-Qualifikationsspiele zu einer zeitlichen Kollision mit den Spieltagen der nationalen Männer-Profiligen, was sich gleichfalls – allerdings nicht nur in Frankreich – auf den Zuschauerzuspruch auswirkt.
Von den nationalen Printmedien wurden die Fußballerinnen – mit Ausnahme der PCF-nahen Sportzeitungen Miroir Sprint und Miroir du Football – nach kurzem, anfänglichem Interesse durchweg stiefmütterlich behandelt. So hat beispielsweise L’Équipe Magazine zwischen Februar 1980 und August 2001 insgesamt lediglich 23 Artikel zu Spielerinnen, ihren Vereinen und den Bleues veröffentlicht, bei Onze Mondial waren es von 1991 bis 2001 elf, knapp die Hälfte davon im letzten Jahr dieses Zeitraums. Auf die Titelseite von L’Équipe, der auflagenstärksten Sportzeitung des Landes, brachte es die Frauennationalelf erstmals im November 2002, nachdem sie sich durch einen Sieg gegen England für die Weltmeisterschaft qualifiziert hatte (Schlagzeile: „Sie haben es geschafft“). Dies hat sich in jüngster Zeit nur in Nuancen verändert; zwar drucken L’Équipe und France Football seit 2010 die Erstligaergebnisse nebst Tabelle und bei Länderspielen die Mannschaftsaufstellungen ab, aber – mit Ausnahme des vierwöchigen WM-Parcours’ 2011, bei dem etwa France Football nach dem Viertelfinalsieg mit „Wir lieben euch!“ aufmachte – kaum einmal eine weitergehende Meldung oder gar einen längeren Spielbericht. Ähnliches gilt für die großen französischen Tageszeitungen. Das von der FFF herausgegebene, über den Zeitschriftenhandel vertriebene Foot Mag erschien im April 2012 mit seiner 41. Ausgabe erstmals ausschließlich zu Themen des Frauenfußballs. Anlässlich der Eröffnung des Tournoi de France 2020 und rechtzeitig vor dem Internationalen Frauentag widmete auch France Football dem Frauenfußball seine komplette Ausgabe.
Versuche, eine unabhängige Frauenfußballzeitschrift herauszubringen, sind jeweils nach wenigen Ausgaben gescheitert (Le football au féminin 1983, Femme foot 1988, Football Féminin Anfang der 1990er und foot-féminin.fr, le Magazine von 2001 bis 2003). Auch im Internet gab es mehrere Anläufe zu einer reinen Frauenfußballseite, von denen die inzwischen allerdings kostenpflichtige footofeminin.fr aktuell das neben der Verbandswebseite fff.fr breiteste Angebot zum Thema Frauennationalelf aufweist. In den 2010ern ist noch footdelles.fr (tatsächlicher Name: Foot d’Elles) hinzugekommen.
Nicht viel anders sieht es auf dem französischen Büchermarkt aus. 1981 veröffentlichten zwei Autoren in einem kleinen Verlag erstmals einen französischen Titel zum Frauenfußball. Ende der 1980er Jahre erschien ein Handbuch der Trainingslehre speziell für den Frauenbereich; erst 2003, nach Frankreichs erster WM-Teilnahme, folgten eine stärker sportsoziologisch ausgerichtete, wissenschaftliche Untersuchung von Laurence Prudhomme-Poncet und die erste Gesamtdarstellung des französischen Frauenfußballs von Pascal Grégoire-Boutreau (beide Titel siehe unten unter Literatur). In den Standardwerken über den französischen Fußball hingegen findet sich wenig zu den Bleues oder den Frauenmeisterschaften: Jean-Philippe Rethacker und Jacques Thibert (La fabuleuse histoire du football, seit 1984 mehrfach überarbeitet und zuletzt 2003 aktualisiert) ignorieren den Frauenfußball auf über 1.000 Seiten völlig, und Pierre Delaunay, Jacques de Ryswick und Jean Cornu (100 ans de football en France, 1982 erschienen) widmen dem Thema drei Sätze zu den weiblichen Pionieren der 1920er Jahre sowie zwei über die Bleues von 1980, jeweils mit einem Foto. Der Historiker Alfred Wahl (Les archives du football. Sport et société en France (1880–1980), von 1989) befasst sich über zwei Seiten mit dem Frauenfußball der Zwischenkriegszeit, und auch im Larousse du football von 1998 existiert nur eine kurze Andeutung über die erste Fraueneuropameisterschaft von 1982/1984. Noch 2011 sind selbst der FFF unter den 100 bedeutendsten Ereignissen der französischen Fußballgeschichte lediglich dreieinhalb mit Frauenbezug – und damit weniger als über die männlichen Jugendfußballer – erwähnenswert, nämlich die Gründung der Bleues 1970/71, deren erste WM-Teilnahme 2003, die Tatsache, dass eine Frau 2009 den Rekordnationalspieler der französischen Männer überholt hat, und die „Doppeleuropameisterschaft“ der männlichen und der weiblichen U-19-Auswahl 2010.
Ähnliches galt sehr lange für die audiovisuellen Medien. 1970 wurde eine Fernsehzusammenfassung eines nichtoffiziellen Spiels zwischen Französinnen und Italienerinnen ausgestrahlt, aber bis zum Anfang des 21. Jahrhunderts „gingen die Sender das Risiko von Direktübertragungen nicht ein“. Bezeichnend auch die Episode, als das staatliche TF1 bei der Europameisterschaft 2001 ursprünglich das letzte Gruppenspiel Frankreichs gegen Italien live übertragen wollte; nachdem die Bleues aber durch eine Niederlage drei Tage vorher keine Chance mehr auf ein Weiterkommen besaßen, übertrug der Sender statt des Fußballspiels eine Folge von Walker, Texas Ranger. 2005 nahm Eurosport in seinen beiden französischsprachigen Programmen die Übertragung von Frauenspielen auf, und auch Canal+, ein Bezahlsender, übertrug vereinzelt Länderspiele. Ab 2009 besaß Direct 8 die Fernsehrechte, wobei der bis 2014 laufende Vertrag den Free-TV-Sender aber auch nur zur Ausstrahlung von mindestens drei Begegnungen pro Jahr verpflichtete. Dabei erreichte die Liveübertragung vom 25. August 2010 bei dem Weltmeisterschafts-Qualifikationsspiel gegen Serbien immerhin 670.000 und in der Spitze sogar 975.000 Zuschauer. Diese Marke wurde beim Weltmeisterschaftsviertelfinale 2011 mit 3,2 Mio. deutlich übertroffen, und selbst das Endspiel um den Zypern-Cup an einem Dienstagnachmittag im März 2012 verfolgten 368.000 Zuschauer. Bei der WM 2015 – hauptsächlicher Fernsehrechteinhaber war inzwischen W9 – erreichte die Live-Übertragung des entscheidenden Gruppenspiels gegen Mexiko im Mittel 2,2, in der Spitze 2,7 Mio. Franzosen, dazu weitere maximal 150.000 bei Eurosport. Im weiteren Turnierverlauf erhöhte sich dieser Mittelwert im Achtelfinale auf 2,8 Mio. (in der Spitze 3,8 Mio.) und im Viertelfinale auf 4,2 mit einem Peak von sogar 5,3 Millionen. Bei der Europameisterschaft 2017 schließlich haben sich die Zuschauerzahlen (verschiedene Kanäle von France Télévisions sowie Eurosport übertrugen sämtliche Begegnungen live) gegenüber 2013 mehr als verdoppelt.
Immerhin werden Qualifikations- und Freundschaftsspiele live neuerdings meist zur Prime Time ausgestrahlt, also nur noch selten an Nachmittagen angesetzt. Auch Frankreichs drei Begegnungen bei einem hochkarätig besetzten Freundschaftsturnier in den USA (SheBelieves Cup im März 2016) wurden auf D17 live übertragen. Die Übertragungsrechte für die WM-Endrunde 2019 hat sich TF1 mit der Begründung gesichert, dieser Rechteerwerb passe sich in die Senderstrategie ein, den Zuschauern „die größten und populärsten Sportveranstaltungen anzubieten“. Für den Zeitraum 2018 bis 2023 hat die Gruppe M6 die Übertragungsrechte mit Ausnahme der Spiele der Europameisterschaftsendrunde 2022 ersteigert; Letztere übertragen Canal+ und die Gruppe TF1 vollständig.
Es ist freilich bei dieser jüngsten Aufwärtsentwicklung der medialen Wahrnehmung nicht zu übersehen, dass sie nahezu zeitgleich mit dem massiven Ansehensverlust der Männernationalmannschaft einsetzte, der seit deren negativem Auftritt bei der WM in Südafrika in der französischen Öffentlichkeit lange vorherrschte, spätestens seit dem zweiten Platz bei der EM 2016 und dem Titelgewinn bei der WM 2018 aber wieder breiter Unterstützung gewichen ist. Dennoch gelten die Frauen inzwischen als „Inbegriff der besten Werte des Fußballs wie der Spiel- und Lebensfreude, des Genusses der Anstrengung und der Einfachheit, … gesund und ohne Betrügerei“. Die von France Football seit 1986 vergebene Auszeichnung als „Fußballspiel des Jahres“ gewann 2011 zum ersten Mal ein Frauenmatch – die Viertelfinalbegegnung der Bleues gegen England bei der WM in Deutschland. Diese positivere Einstellung äußerte sich schon im unmittelbaren Vorfeld der Weltmeisterschaft 2019 im eigenen Land auch bei den Printmedien: Sonderhefte und Extrabeilagen sowie Artikelserien über den Frauenfußball fanden sich nicht nur in der Fachpresse (France Football, L’Équipe, So Foot, Sport Femmes) und in den Fernsehprogrammzeitschriften, sondern auch in zahlreichen Tageszeitungen und Illustrierten von Ouest-France bis Paris Match.

### Innerhalb der FFF

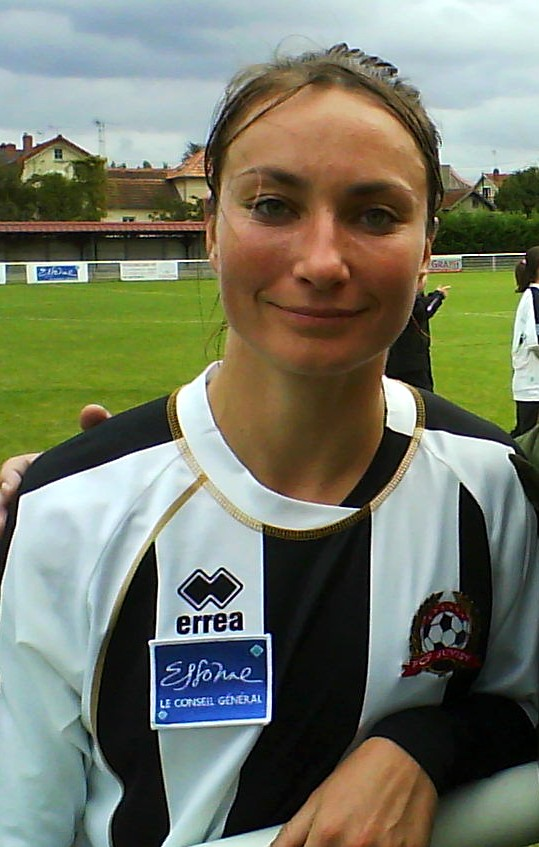
Gaëtane Thiney

Die FFF – und darin insbesondere der jeweilige Verbandspräsident, der als unmittelbarer Vorgesetzter gegenüber dem Nationaltrainer in nicht-sportlichen Angelegenheiten die alleinige Entscheidungsbefugnis besitzt – unternimmt seit Beginn der 2010er Jahre vermehrt Anstrengungen, das Interesse am Frauenfußball zu erhöhen. So hatte sie 2009 ein nicht unumstrittenes Plakat veröffentlicht, auf dem vier Nationalspielerinnen – unbekleidet, aber mit dezent verdeckten Blößen – die Frage stellen: „Muss es erst so weit kommen, damit ihr uns spielen sehen wollt?“. 2010 hatte der Verband zudem Adriana Karembeu, ein Mannequin und Ehefrau des Fußballers Christian Karembeu, zur „Botschafterin des Frauenfußballs“ ernannt, die auch dafür warb, dass mehr Frauen und Mädchen in Vereinen Fußball spielen. Eine der ersten Amtshandlungen des 2011 neu gewählten Verbandspräsidenten Noël Le Graët bestand zudem darin, sämtliche Männer-Profiklubs dazu zu verpflichten, spätestens 2014 eine Frauenmannschaft – und dazu einen „Unterbau“ im Jugendbereich – einzurichten, wie es Élisabeth Loisel schon zehn Jahre zuvor gefordert hatte. Le Graëts zunächst auf vier Jahre angelegter und seither fortgesetzter „Plan für die Feminisierung“ sollte eine tiefgreifende Strukturreform in Landes- und Regionalverbänden ebenso wie in den Vereinen bewirken. Diese und andere Aktionen haben in der Tat dazu geführt, dass es seit 2011 zu einem massiven Anstieg von Frauen mit einer FFF-Spielberechtigung gekommen ist, deren Zahl sich bis Januar 2016 von rund 86.000 auf 100.000 erhöht hatte und seither weiterhin ein starkes Wachstum verzeichnet: im März 2019 sind es knapp 139.000 Vereinsspielerinnen, 1.000 Schiedsrichterinnen sowie 3.035 Klubs – doppelt so viele wie 2012 –, die über mindestens ein Frauen- oder Mädchenteam verfügen. Ab der zweiten Jahreshälfte 2019 beabsichtigt die FFF, 15 Millionen Euro für die Förderung des Frauenfußballs zu investieren, hauptsächlich im Amateurbereich.
2012 hat der Verband zudem in Kooperation mit dem Erziehungsministerium die Position einer hauptamtlichen Beauftragten für die Implantierung des Mädchenfußballs an allen französischen Schulen geschaffen, deren erste Amtsinhaberin die Nationalspielerin Gaëtane Thiney ist. Zu den eher symbolischen Maßnahmen gehört die Kreation eines speziellen Logos für das Frauen-A-Team (siehe oben in der Box). Die Bleues verfügen zudem über einen eigenen Pool von sieben Mannschaftssponsoren, die 2012 zusammen 387.500 Euro bezahlen – weniger als ein Prozent der Sponsoreneinnahmen der Männernationalelf. Die FFF bewirbt Frauenländerspiele neuerdings ähnlich intensiv wie die der Männermannschaft, und Präsident Le Graët würdigte Ende Juni 2013 anlässlich eines Freundschaftsspiels der Nationalfrauschaft in Reims die Bedeutung insbesondere der dortigen Fußballpioniere:

„Die französische Frauennationalmannschaft kehrt dorthin zurück, wo sie geboren wurde.“

Andererseits wäre dem Verband ein Gewinn des Weltmeistertitels 2011 lediglich 15.000 Euro Prämie pro Spielerin wert gewesen; mit den französischen Männern hingegen waren ein Jahr zuvor 300.000 Euro vereinbart worden. Bei Vergleichen mit dem Männerfußball ist allerdings zu berücksichtigen, dass die Frauen in Frankreich ihren Sport selbst auf hohem Niveau noch immer unter Amateurbedingungen ausüben. An der Tatsache, dass sogar von den Spitzenspielerinnen nur die wenigsten davon leben können, haben auch Ausnahmen wie der „Frauenfußballkrösus“ Olympique Lyon bisher nichts geändert; die Spielerinnen des Juvisy FCF beispielsweise erhielten 2011/12 in der Division 1 Féminine eine Siegprämie von 150 Euro. Außerdem sehen manche Beteiligte in einer zunehmenden Medialisierung und Professionalisierung sogar Gefahren. Juvisys ehemalige Trainerin Sandrine Mathivet etwa befürchtete eine Reduzierung der Wahrnehmung der Sportlerinnen auf ihr Geschlecht sowie die Vernachlässigung der Nachwuchsarbeit; und der damals 93-jährige Marcel Le Gal, der sich selbst als den „letzten Dinosaurier des Frauenfußballs“ bezeichnete, warnte schon 2003 vor einer Angleichung an negative Erscheinungen im Männerfußball:

„Auch für Frauen wird das Geldverdienen im Vordergrund stehen […] und nicht mehr vorrangig die Spielfreude. Sie werden männliche Eigenschaften wie das ‚Heulsusentum‘ und das Simulieren schwerer Fouls annehmen, die Verhinderung gegnerischer wird wichtiger als das Erzielen eigener Treffer.“

In den entscheidenden Verbandsgremien sind die Frauen, gemessen an ihrem Anteil an der Gesamtmitgliederzahl (2011 etwa 3 %), zwar überproportional vertreten, allerdings weiterhin deutlich in der Minderheit: FFF-Generalsekretärin Brigitte Henriques, unter ihrem Geburtsnamen Brigitte Olive selbst 31-fache Nationalspielerin, im 12-köpfigen Exekutivkomitee und zwei von 20 Mitgliedern der Hohen Behörde des Fußballs sind dort die einzigen Frauen. Grundlegend hat sich dies also nicht verändert, seit Marilou Duringer 1985 in den Bundesrat gewählt wurde. Duringer hatte 2003 geäußert, dass noch bis weit in die 1990er Jahre innerhalb des Verbands ein „absolutes Desinteresse an Themen des Frauenfußballs“ vorherrschte – „und auch heute noch müssen wir ständig Überzeugungsarbeit leisten. Wir finden nicht die gleiche Beachtung wie die Männer. […] Der Kampf geht weiter“. Als sie dies formulierte, konnte sie noch nicht wissen, dass 2014 mit Corinne Diacre eine erste Französin als Cheftrainerin eines professionellen Männerteams (bei Zweitligist Clermont Foot) verpflichtet werden würde.
Am Jahresende 2020 befanden sich mit Brigitte Henriques als stellvertretender Präsidentin und Laura Georges als Generalsekretärin zwei Frauen in der Führungsetage der FFF. Im Sommer 2024 führte der Verband die Geschlechterparität in seinem Exekutivkomitee ein, dem nunmehr je neun Frauen und Männer angehören müssen.

## Andere Nationalauswahlteams
Im 21. Jahrhundert existiert neben der A-Elf im Erwachsenenbereich eine als France B oder U-23 bezeichnete zweite Frauenmannschaft; sie dient vor allem der Sichtung eines erweiterten Spielerinnenkreises – in Frankreich „Vorzimmer“ (antichambre) genannt – und trägt insbesondere vor größeren Turnieren Freundschaftsspiele aus. Im Vorfeld der Weltmeisterschaft 2023 waren das beispielsweise 2022 sechs Partien, dazu zwei weitere im Folgejahr. Zeitweise nahm dieses Team auch an zweitrangigen Einladungsturnieren wie dem Istrien- oder dem Alanya Cup teil. Ein Sonderfall ist die französische Militärnationalmannschaft der Frauen, die 2016 und 2022 zweimal den Weltmeistertitel gewann. Schließlich gibt es für gerade erst dem Jugendalter entwachsene Fußballerinnen die U-20 (zeitweise U-21); in dieser Altersgruppe war Frankreich 2016 Vizeweltmeister geworden.
Im Mädchenbereich treten zudem die üblichen Jahrgangs-Auswahlen der A-, B- und C-Jugend an. Besonders erfolgreich sind die U-19-Frauen, die bereits fünfmal Europameisterinnen (2003, 2010, 2013, 2016 und 2019) und sechsmal Zweite wurden. Auch die U-17-Juniorinnen haben bereits Titel bei einem großen Turnier gewonnen, nämlich bei der Weltmeisterschaft 2012 und der Europameisterschaft 2023.
In Anlehnung an die Bezeichnung für die Nationalfrauschaft Frankreichs werden all diese Teams von den Medien, aber auch vom Landesverband FFF Les Bleuettes („Die Bläuchen“) genannt, was die Verkleinerungsform von Les Bleues ist.